# Charmed
Charmed (Embrujadas, en España; Hechiceras, en Hispanoamérica) es una serie de televisión dramática de fantasía sobrenatural estadounidense creada por Constance M. Burge y producida por Aaron Spelling y su compañía de producción Spelling Television. Brad Kern fue el showrunner. 
La serie originalmente fue emitida por The WB durante ocho temporadas desde el 7 de octubre de 1998 hasta el 21 de mayo de 2006. La narrativa de la serie sigue a un trío de hermanas, conocidas como Las Hechiceras, las brujas buenas más poderosas de todos los tiempos, que usan "El Poder de Tres" para proteger vidas inocentes de seres malvados como demonios y brujos. Cada hermana posee poderes mágicos únicos que crecen y evolucionan, mientras intentan mantener una vida normal en un moderno San Francisco. Mantener sus identidades sobrenaturales separadas y secretas de sus vidas ordinarias a menudo se convierte en un desafío para ellas, ya que la exposición de la magia tiene consecuencias de gran alcance en sus diversas relaciones y resulta en una serie de investigaciones policiales y del FBI a lo largo de la serie. La serie se centra inicialmente en las tres hermanas Halliwell, Prue (Shannen Doherty), Piper (Holly Marie Combs) y Phoebe (Alyssa Milano). Tras la muerte de Prue en el final de la tercera temporada, su media hermana perdida Paige Matthews (Rose McGowan) asume su lugar dentro del "Poder de tres" a partir de la cuarta temporada.
Charmed logró un culto de seguidores y popularidad en The WB con su primer episodio, «Something Wicca This Way Comes», que obtuvo 7.7 millones de espectadores, rompiendo el récord del episodio debut de mayor audiencia de la cadena. Los ratings del programa, aunque menores que los programas rivales en las "cuatro grandes" cadenas (ABC, CBS, NBC y Fox), fueron un éxito para la relativamente nueva y más pequeña cadena WB. Charmed pasó por varios cambios de horario durante su transmisión de ocho temporadas. Durante sus primeras tres temporadas en el horario de miércoles / jueves a las 9:00 p. m., Charmed fue la segunda serie con mayor audiencia en The WB, detrás de 7th Heaven. Durante su quinta temporada, el programa se trasladó al horario de los domingos a las 8:00 p. m., donde se convirtió en el programa de domingo por la noche con mayor audiencia en la historia de The WB. Con 178 episodios, Charmed fue el segundo drama más largo transmitido por The WB, detrás de 7th Heaven. En 2006, se convirtió en la serie de televisión de duración más larga (una hora) con solo protagonistas femeninas, antes de ser superada por Desperate Housewives en 2012.
La serie también ha recibido numerosos premios y nominaciones. En 2010, The Huffington Post y AOL TV clasificaron a Charmed dentro de su lista conjunta de "Los 20 mejores programas mágicos / sobrenaturales de todos los tiempos", mientras que en 2013, TV Guide incluyó la serie como uno de los "60 mejores programas de ciencia ficción de todos los tiempos." Charmed también se ha convertido en una fuente de referencias de la cultura pop en el cine y la televisión y ha influido en otras series de televisión del mismo subgénero. El éxito del programa ha llevado a su desarrollo en otros medios, incluidos un videojuego, juegos de mesa, bandas sonoras, novelas y una serie de cómics que sirvió como continuación de su narrativa. Según la investigación de datos de The NPD Group en 2012, Charmed fue la segunda serie de televisión más vista en servicios de video bajo demanda por suscripción, como Netflix. Una serie de reinicio de Charmed, con diferentes miembros del elenco y personajes, se estrenó en The CW el 14 de octubre de 2018.

## Sinopsis
La serie da comienzo cuando Phoebe Halliwell (Alyssa Milano) vuelve de Nueva York y se muda a la mansión Halliwell en San Francisco para vivir con sus hermanas Prue (Shannen Doherty) y Piper (Holly Marie Combs). Cuando Phoebe descubre el Libro de las Sombras familiar, se da cuenta de que ella y sus hermanas son las brujas más poderosas jamás conocidas, destinadas a proteger a los inocentes y combatir al mundo de demonios, brujos y otras criaturas malvadas. Phoebe, pensando que el libro era novelístico, lee la inscripción inicial, sin conocer que se trata de un encantamiento, provocando así la activación de los poderes sobrenaturales de las hermanas una vez que las tres se encuentran reunidas en su hogar ancestral.
Hacia el final del primer episodio, cada una de las hermanas aprende que tiene un poder mágico único y que pueden hacer hechizos y pociones. Prue, la mayor, tiene el poder de telekinesis (la habilidad de mover objetos con su mente), y en la segunda temporada, desarrolla el poder de proyección astral. Piper, la hermana mediana, tiene el poder de "congelar" o "paralizar" a personas y objetos. Con el tiempo, desarrolla cierto control en su poder, llegando a congelar sólo a personas determinadas u objetos, o partes del cuerpo según desee. En la tercera temporada, sus poderes evolucionan notablemente, pudiendo también desintegrar fuerzas malignas u objetos al alzar sus manos. Phoebe, la hermana menor, inicialmente posee el poder de premonición, permitiéndole recibir visiones del futuro y del pasado. Más tarde desarrolla el poder de levitación en la tercera temporada, y el de la empatía en la sexta temporada, este último permitiéndole sentir y adentrarse en las emociones ajenas y, en ocasiones, también en los poderes contrarios. De acuerdo con la mitología de la serie, los poderes de una bruja están unidos a sus emociones.
Durante las dos primeras temporadas, las hermanas se enfrentan a varias fuerzas del mal semana tras semana. No obstante, durante la tercera temporada, descubren que su enemigo definitivo es el gobernador del Inframundo, La Fuente de Todo Mal. Prue es asesinada al final de la tercera temporada por el asesino personal de la Fuente, Shax (Michael Bailey Smith). Mientras lloran la muerte de Prue, Piper y Phoebe descubren que tiene una media hermana pequeña, Paige Matthews (Rose McGowan), que era la hija secreta de su madre bruja, Patty (Finola Hughes), y su luz blanca Sam Wilder (Scott Jaeck). Las habilidades mágicas de Paige representan su herencia dual como bruja y luz blanca; como Prue, posee una forma de telekinesis, pero ella debe verbalmente llamar a los objetos, que se teletransportan hacia el objetivo deseado rodeados de luces azules y blancas. De la misma manera que intenta controlar su dualidad ancestral, Paige aprende también cómo orbitarse a ella misma y a otros, así como a curar a otros con el toque de sus manos; igualmente, con el tiempo recibe sus propios cargos de luz blanca para entrenar y proteger a inocentes nuevos brujos y futuros luces blancas.
La Fuente, responsable de la mayoría de ataques a las hermanas, se convierte en el principal villano de la cuarta temporada hasta que es finalmente derrotado. Después de su muerte, una historia anual con diversos antagonistas se introduce en las temporadas siguientes (ocasionalmente siguiendo el formato del "Gran Malvado" en televisión). Estos antagonistas incluyen al exmarido demonio de Phoebe, Cole Turner (Julian McMahon), hasta la mitad de la quinta temporada; el intrigante y equivocado Anciano, Gideon (Gildart Jackson), a lo largo de la sexta temporada; Los Avatares hasta la mitad de la séptima temporada; el demonio Zankou (Oded Fehr) hasta el final de la séptima temporada; y, en la octava temporada, las poderosas hermanas brujas Billie (Kaley Cuoco) y Christy Jenkins (Marnette Patterson), que cae bajo la influencia de la demoníaca Tríada (que anteriormente había aparecido como antagonista en la temporada tres). Además de los temas sobrenaturales que se exploran en la serie, los personajes se enfrentan a problemas serios en su día a día, como relaciones sentimentales, carreras, matrimonios, nacimientos, enfermedades y muertes de sus seres queridos. Las hermanas también luchan para prevenir la exposición de la existencia de la magia para la comunidad humana, enfrentándose a varias investigaciones policiales. A menudo, a través de la ayuda de su amigo Darryl Morris (Dorian Gregory) del departamento de policía de San Francisco, son capaces de evitar las sospechas policiales, incluyendo la investigación de la antagonista humana, la inspectora Sheridan (Jenya Lano), durante las temporadas sexta y séptima.
Las hermanas también se enfrentan a sus romances. Los intereses amorosos de Prue incluyen a su amor del instituto, el inspector Andy Trudeau (Ted King), que muere al final de la primera temporada intentando salvar a las hermanas, y un compañero de trabajo, Jack Sheridan (Lochlyn Munro), durante la segunda temporada. El amor principal de Piper a lo largo de la serie es el luz blanca de las hermanas, Leo Wyatt (Brian Krause); su relación inicial es problemática debido a la prohibición natural de las relaciones amorosas entre brujas y luces blancas, así se crea un triángulo amoroso a lo largo de la segunda temporada con Piper, Leo y el nuevo vecino de las hermanas, Dan Gordon (Greg Vaughan). Finalmente, Piper y Leo consiguen casarse y consagrar su unión en la tercera temporada de la serie, engendrando más tarde un hijo llamado Wyatt en la temporada cinco. La pareja se separa debido a circunstancias sobrenaturales al final de la quinta temporada; aun así, regresan juntos en la siguiente temporada, dando resultado de esa unión su segundo hijo, Chris. El episodio final de Embrujadas muestra cómo también tienen una hija, muchos nietos y que crecen juntos en el futuro. La historia romántica de Phoebe incluye la tortuosa relación con el medio-demonio Cole Turner durante las temporadas tres, cuatro y cinco de la serie; tienen un matrimonio difícil durante la cuarta temporada, y en la quinta, después de su divorcio, Phoebe se ve capaz de destruir a Cole. En las siguientes temporadas Phoebe cuenta con un número amplio de novios humanos, incluyendo a su jefe, Jason Dean (Eric Dane), antes de conocer a un cupido llamado Coop (Victor Webster) en la octava temporada, con quien finalmente contrae matrimonio. Paige, como Phoebe, también tiene muchas relaciones con humanos en varios episodios de la serie, incluyendo un brujo adicto a la magia, Richard Montana (Balthazar Getty) en la sexta temporada, y un agente del FBI inestable llamado Kyle Brody (Kerr Smith) en la séptima temporada. En la octava temporada, se encuentra comprometida con un oficial de la condicional humano, Henry Mitchell (Ivan Sergei), con quien se casa.
| Actor              | Personaje        | Temporadas | Temporadas | Temporadas | Temporadas | Temporadas | Temporadas | Temporadas | Temporadas |
| Actor              | Personaje        | 1          | 2          | 3          | 4          | 5          | 6          | 7          | 8          |
| ------------------ | ---------------- | ---------- | ---------- | ---------- | ---------- | ---------- | ---------- | ---------- | ---------- |
| Shannen Doherty    | Prue Halliwell   | Principal  | Principal  | Principal  |            |            |            |            |            |
| Holly Marie Combs  | Piper Halliwell  | Principal  | Principal  | Principal  | Principal  | Principal  | Principal  | Principal  | Principal  |
| Alyssa Milano      | Phoebe Halliwell | Principal  | Principal  | Principal  | Principal  | Principal  | Principal  | Principal  | Principal  |
| Rose McGowan       | Paige Matthews   |            |            |            | Principal  | Principal  | Principal  | Principal  | Principal  |
| Brian Krause       | Leo Wyatt        | Recurrente | Principal  | Principal  | Principal  | Principal  | Principal  | Principal  | Principal  |
| Dorian Gregory     | Darryl Morris    | Principal  | Principal  | Principal  | Principal  | Principal  | Principal  | Principal  |            |
| Ted King           | Andy Trudeau     | Principal  |            |            |            |            |            |            |            |
| Greg Vaughan       | Dan Gordon       |            | Principal  |            |            |            |            |            |            |
| Karis Paige Bryant | Jenny Gordon     |            | Principal  |            |            |            |            |            |            |
| Julian McMahon     | Cole Turner      |            |            | Principal  | Principal  | Principal  |            | Invitado   |            |
| Drew Fuller        | Chris Halliwell  |            |            |            |            | Invitado   | Principal  | Invitado   | Invitado   |
| Kaley Cuoco        | Billie Jenkins   |            |            |            |            |            |            |            | Principal  |

### Personajes principales
- Prue Halliwell

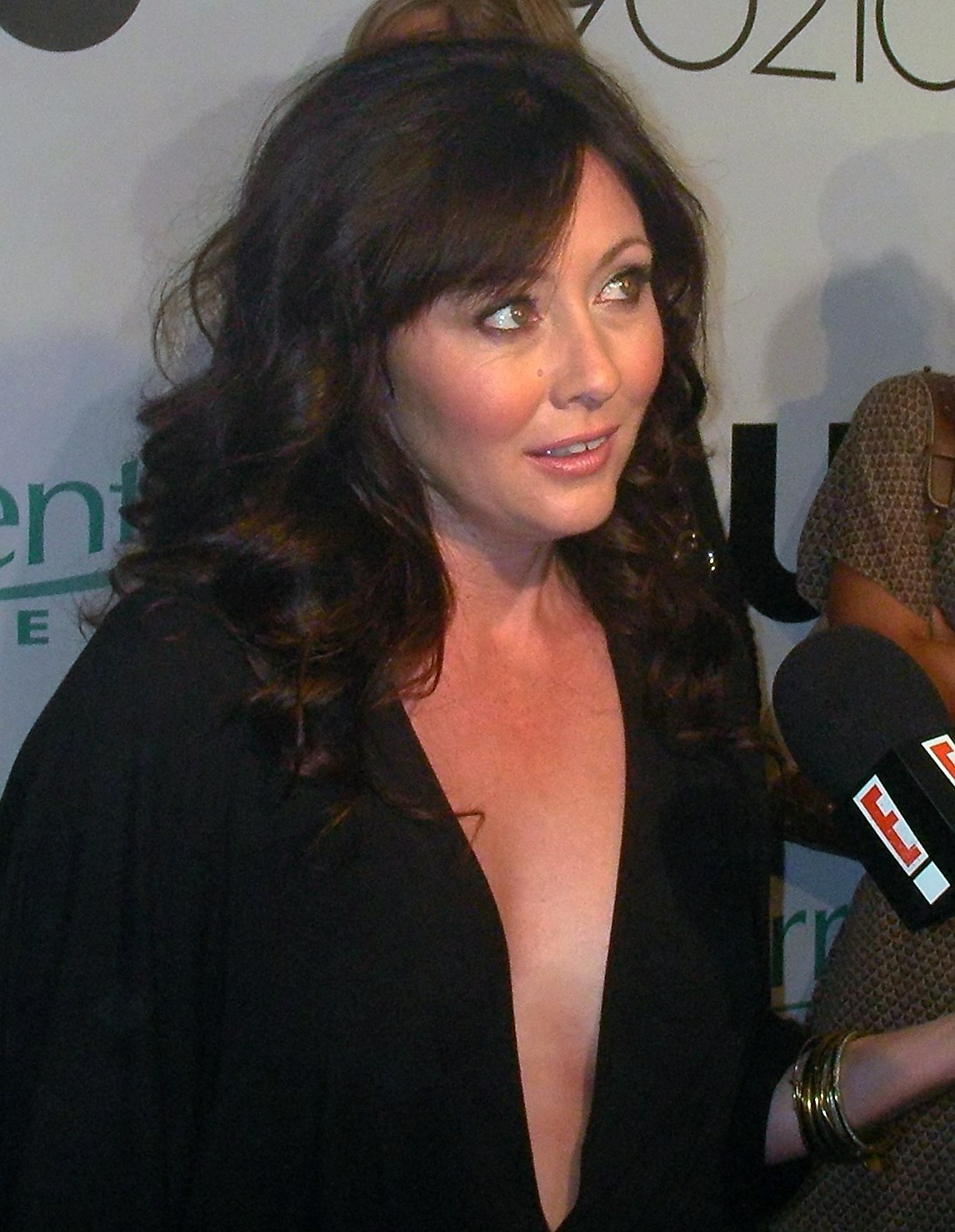
Shannen Doherty interpreta a la hermana mayor, Prue Halliwell.

Interpretada por Shannen Doherty, es la hermana mayor. Su poder es la telequinesis (la habilidad de mover objetos con la mente) al principio a través de sus ojos, para luego canalizar su poder mediante las manos y posteriormente obtiene un nuevo poder: La proyección astral (su espíritu se materializa fuera del cuerpo), el poder de telequinesis comenzó a usarlo cuando se enfadaba. Su personalidad es soberbia, fuerte y con carácter de líder. Siempre al cuidado de sus dos hermanas menores, pues sacrificó su infancia para ese fin.
Trabaja durante la 1.ª temporada y parte de la 2.ª en Buckland (una casa de subastas) pero decide cambiar de profesión, para ser fotógrafa profesional ya que esta es su verdadera pasión.
Es asesinada por el demonio Shax al final de la tercera temporada, tras volver atrás en el tiempo y repetir el mismo día para salvar a su hermana Piper; con la diferencia de que esa vez Phoebe no estaba para ayudar a sus hermanas (sino en el submundo intentando rescatar a Cole, a pesar de las advertencias de Prue sobre que el demonio Shax aún no estaba muerto), por lo que Prue finalmente muere y nunca conoció a su hermana de madre, Paige; tampoco se casó, ni tuvo hijos.
- Piper Halliwell

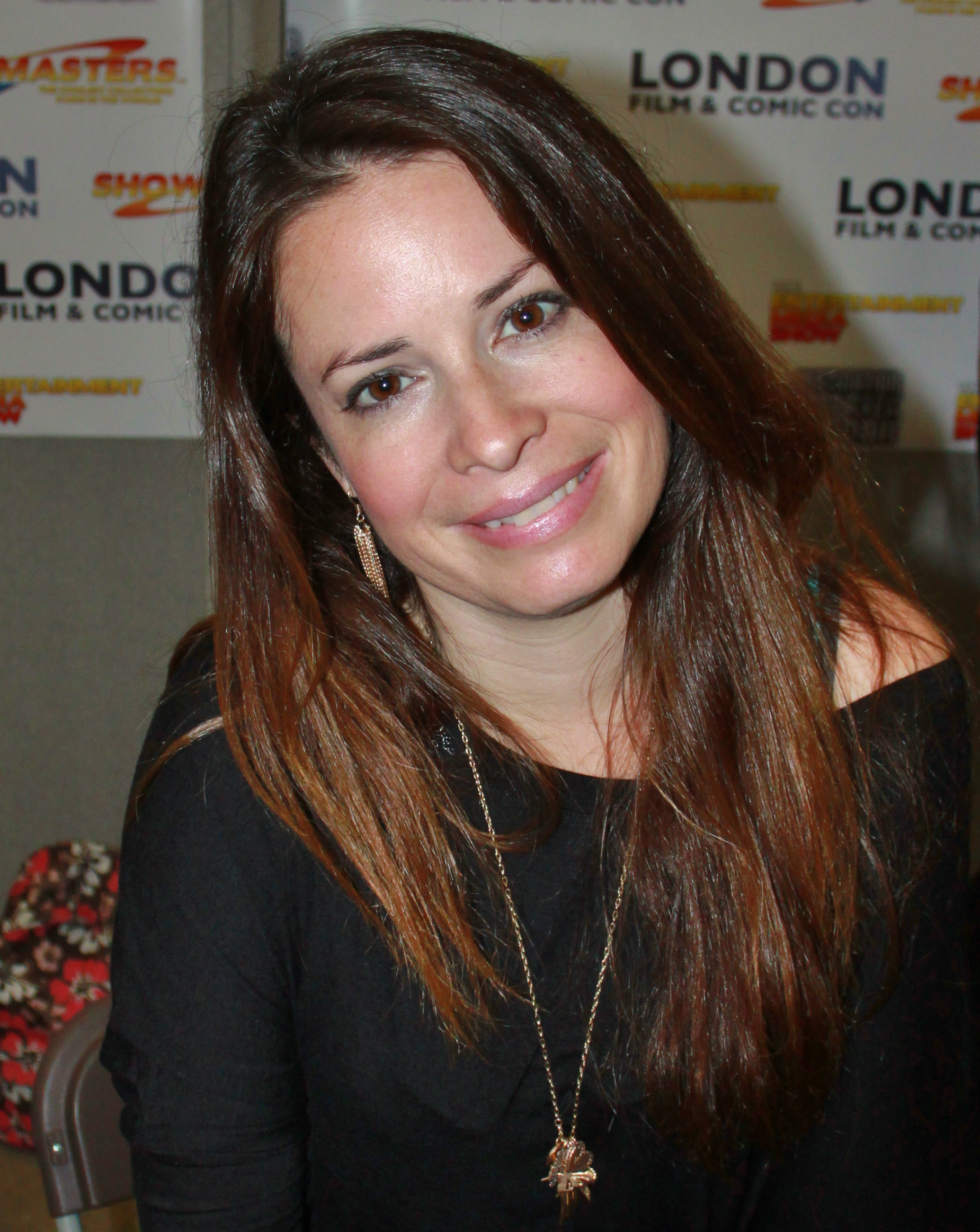
Holly Marie Combs interpreta a la hermana mediana, Piper Halliwell.

Interpretada por Holly Marie Combs, es la hermana mediana. Su personalidad es pacífica y dulce en las primeras temporadas, pero tras la muerte de Prue se vuelve más fuerte y dura. Es la que menos se quiere involucrar con la magia. Posee el poder de inmovilización molecular (ralentizar las moléculas hasta que se congelan), más tarde obtiene el poder opuesto, la combustión molecular (acelerar las moléculas hasta que explotan) En la 1.ª temporada trabaja como chef y encargada en el Quake (un restaurante) pero a partir de la 2.ª temporada trabaja en el P3 (un club) hasta el final de la 8.ª temporada en la cual decide volver a sus raíces y dedicarse a su verdadera pasión, la cocina.
Tiene un noviazgo prohibido con su luz blanca (Ángel Protector de las Brujas Buenas) Leo Wyatt, con quien tiene a sus dos hijos Wyatt y Chris; lo cual resultó ser una sorpresa ya que en la 2.ª temporada cuando viaja al futuro conoce a su supuesta hija; pero tal como le dice Piper a su abuela después del nacimiento de Wyatt: "También era el futuro en el que Prue seguía viva y quemaban a las brujas en la hoguera, las cosas cambian".
- Phoebe Halliwell

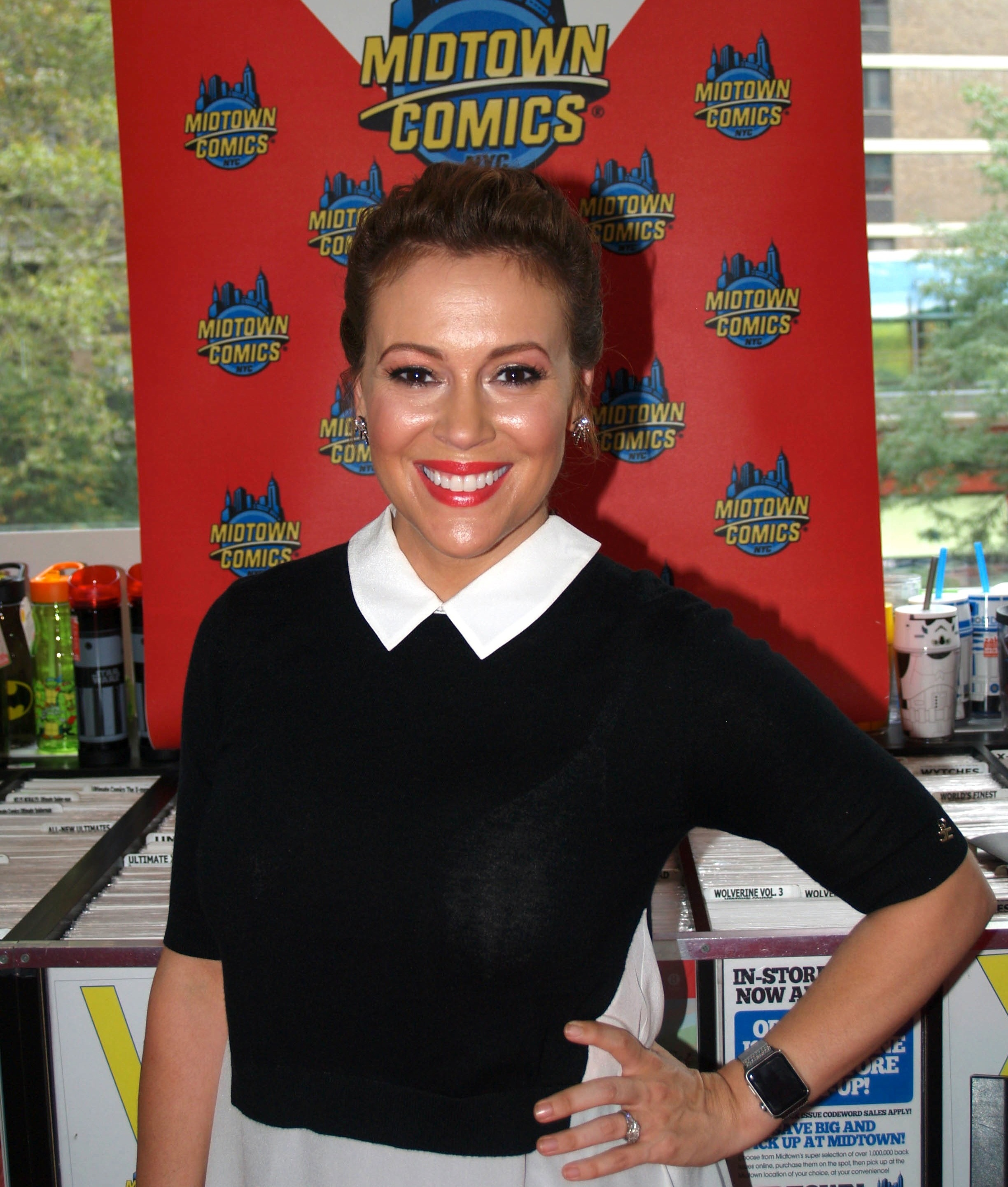
Alyssa Milano daba vida a la hermana menor, Phoebe Halliwell.

Interpretada por Alyssa Milano. En un principio es la hermana menor, de carácter infantil e inmaduro que solía poner en problemas a sus otras hermanas. Es la hermana que más se adapta a sus poderes. Al comienzo de la serie se muestra molesta por ser la hermana con poderes pasivos: la premonición. No comprende el motivo por el cual ella es menos poderosa, pero más adelante descubre que su poder es un don con el que puede salvar muchas vidas.
A menudo se deja llevar por sus impulsos y por ello solía fallar en su misión como bruja, tal como pasó al final de la 3.ª temporada cuando Prue muere, ignorando Phoebe las advertencias de Prue y dejándose llevar por su siniestro amor por Cole.
Al morir Prue, adquiere un carácter mucho más serio y responsable, aunque a la vez se vuelve más egocéntrica y soberbia; consigue trabajo de éxito en la 5.ª temporada. Estuvo casada con Cole, un demonio-mortal que volvió a corromperse y al que tuvo que matar para mantener el equilibrio. Sus poderes en un principio son la premonición y la levitación en la 3.ª temporada. Posteriormente obtiene la empatía o la capacidad de percibir los sentimientos de las personas y aunque al principio le cuesta controlarlo, un tiempo más tarde comienza a hacer buen uso de ellos, sobre todo en el periódico donde trabaja. Aunque sus poderes son de gran utilidad, Phoebe es experta en artes marciales, pues no tiene ningún poder ofensivo a diferencia de sus hermanas. Phoebe se casa con el cupido Coop con quien tiene 3 hijas: dos que no esperaba y una tercera hija sobre la cual tuvo premoniciones en un capítulo de la 6.ª temporada. En el episodio piloto original, este personaje fue interpretado por Lori Rom.
- Paige Matthews

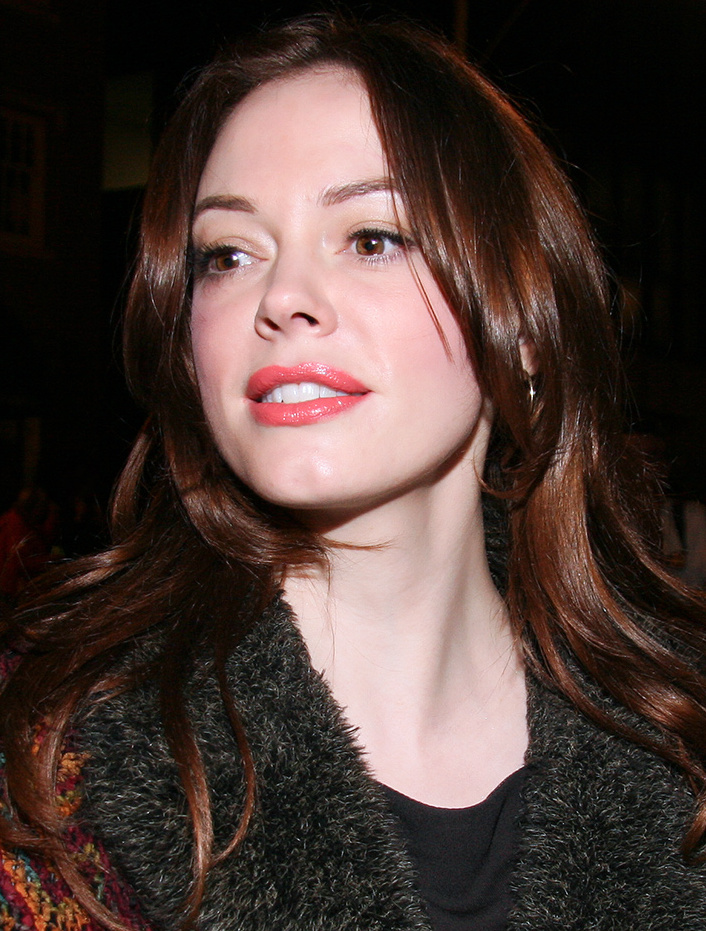
Rose McGowan se encargaba de interpretar a Paige Matthews, la medio-hermana de las Halliwell.

Interpretada por Rose McGowan, es la hija de Patty (madre de las tres hermanas) y su luz blanca, Sam. Tiene un mal recuerdo de su infancia, ya que en su pubertad sus padres adoptivos mueren debido a un accidente de tráfico cuando el coche ardió, del cual Paige se salva gracias a su poder, todavía desconocido para ella y no recuerda muy bien como fue, aunque  más tarde volvió al pasado para descubrir por qué murieron. Piper y Phoebe la conocen después de la muerte de Prue, por lo que vuelven a conseguir el poder de tres que habían perdido. En realidad Paige tiene más poderes de bruja que de luz blanca (El poder de las tres, Telequinesis orbitacional, Metamorfosis, Manipulación de la luz, Separación y Telepatía); únicamente tiene de luz blanca el poder de orbitación y sanación. 
Paige es astuta e inteligente y aunque al principio se toma la brujería como algo divertido, pronto cae en la cuenta de la importancia que tiene llegando a dejar su trabajo para estudiar el Libro de las Sombras. Acaba casada con Henry Mitchell, agente de libertad condicional de la policía de San Francisco y tiene 3 hijos: un niño llamado Henry y un par de gemelas.
- Leo Wyatt

Interpretado por Brian Krause, es la luz blanca protector de las Halliwell (un ángel guardián que las protege), desde su nacimiento las ha vigilado en la distancia y cuando adquieren sus poderes se presenta a ellas como un contratista; para ayudarlas en lo posible sin que ellas lo sepan.
Es una persona sensible y paciente, que siempre ha tenido la vocación de ayudar a los demás.
Se enamora de Piper en la 1.ª temporada y al hacerlo incumple las normas, lo cual ella descubre al final de la temporada. Al ser un gran obstáculo que Leo tenga que orbitar por todo el mundo ayudando a sus protegidos, en la 2.ª temporada se separan y Piper sale con Dan Gordon hasta que finalmente decide seguir a su corazón y volver con Leo.
Leo se casa con ella, y tienen 2 hijos: Wyatt y Chris. A lo largo de la serie se convierte en un Anciano, don que le obliga a separarse de su familia y con el que tendrá muchas crisis de identidad y de pareja. Posteriormente se convierte en un Avatar, para crear el mundo perfecto sin hostilidad. Al final, con una prueba de los Ancianos, en la que lo dejan sin memoria, Leo encuentra su verdadera vida junto a Piper, siendo simplemente un mortal. Leo es el salvador de las hermanas, pues las tiene que sanar innumerables veces debido a sus peleas.
- Wyatt Matthew Halliwell

Es Interpretado por los actores Jason & Kristopher Simmons (a la edad de tres) y el actor Wes Ramsey lo interpretó a la edad de 25. Es el primer hijo de Leo Wyatt y Piper Halliwell, y el hermano mayor de Chris Halliwell. A pesar de que Wyatt rompe la tradición de los Halliwell de poseer un nombre que comience con la letra "P", su apellido se mantiene como Halliwell. Le dieron este nombre en honor a su padre (Leo Wyatt), y su segundo nombre es Matthew, en honor de su tía Paige. Mientras estaba en el vientre de Piper, era capaz de hacer magia. Podía curar a su madre y protegerla y a él mismo con un campo de fuerza y el poder de deflexión.
- Chris Halliwell

Interpretado por Drew Fuller, Chris es el segundo hijo de Piper y Leo, que ellos al principio desconocían. Vino del futuro para ayudar a derrotar a los Titanes y salvar a su hermano mayor Wyatt de convertirse al mal. Originalmente con el alias de Chris Perry, se desempeñó como guía blanco de las hermanas en la mayor parte de la sexta temporada después de que Leo fuera ascendido a Anciano. Su forma adulta muere a manos de Gideon justo antes de su nacimiento. Más tarde vuelve a aparecer dos veces.
- Darryl Morris

Interpretado por Dorian Gregory, es un agente de policía que siempre está investigando crímenes, la mayoría de ellos provocados por demonios a los que las hermanas Halliwell vencen. Se entera del secreto de las hermanas en la segunda temporada, debido a que una persona quiso matarlas por órdenes del demonio Barbas. Y este ha estado encubriéndolas desde entonces.
- Cole Turner

Interpretado por Julian McMahon, es mitad demonio-mitad humano, haciéndose pasar por asistente del fiscal de distrito. Él y Phoebe se enamoran y luego se revela su mitad demoníaca, llamada Belthazor. Phoebe le dice a sus hermanas que lo venció, aunque en realidad no lo había hecho pero ella sabía que no les volvería a atacar. Posteriormente se casan debido a que unos fantasmas del pasado: Lulú y Franklin les poseen y Phoebe tras ser ella de nuevo decide casarse con él, decisión de la que más tarde se arrepiente y acaban convirtiéndose en la Fuente de Todo Mal siendo Phoebe su reina, que queda embarazada por un feto demoníaco. Cole muere, resucita y trata de recuperar el amor de Phoebe, sin éxito. En la quinta temporada, Phoebe lo derrota definitivamente.
Aparece en un capítulo de la séptima temporada, para ayudar a Piper a salir de un coma. Al parecer, después de ser destruido se quedó en el plano astral.
- Billie Jenkins

Interpretada por Kaley Cuoco, Billie es la protegida de Paige, y una estudiante de las hermanas en la mayor parte de la última temporada de la serie, ayudándoles a mantener su vida normal. Con exceso de confianza al principio, su talento con el tiempo rivaliza con el de las hermanas. Se pasa la mayor parte de la temporada tratando de encontrar a su hermana mayor Christy, quien había sido secuestrada hace 15 años por demonios. Ella no sabe, sin embargo, que Christy se ha convertido al mal bajo la influencia de los demonios. Después de que Christy brevemente la convence para traicionar a las Halliwell, finalmente se alía con ellas al final de la serie y se ve obligada a matar a su hermana en defensa propia. Tiene los poderes de telekinesis y de proyección.
- Andy Trudeau

Interpretado por Ted King, Trudeau es amigo de infancia de las hermanas y el novio de Prue del instituto, con quien acaba manteniendo un romance al principio de la serie. Se desempeña como la conexión inicial de las hermanas con la policía una vez que se entera de las actividades sobrenaturales de las chicas, así como el primer conflicto entre las vidas secreta y normal de las chicas. El demonio Rodríguez mata a Andy mientras que él está tratando de proteger a Prue al final de la 1.ª temporada. En el piloto no emitido, este personaje fue interpretado por Chris Boyd.
- Dan Gordon

Interpretado por Greg Vaughan, Dan se muda a la casa de al lado con su sobrina, Jenny, y con el tiempo, se enamora de Piper. Él y Piper son novios por un tiempo. Sin embargo, mientras Piper quiere una relación normal, Dan no puede tomar el lugar del primer amor de Piper, Leo. Más tarde se aleja, al final de la segunda temporada.

### Personajes Secundarios y Villanos

#### Secundarios
- Leslie St. Claire (Nick Lachey): Escritor que sustituía a Phoebe mientras esta se tomaba unas vacaciones para renovarse como escritora y psicóloga.
- Victor Bennett (James Read): El padre de las hermanas Halliwell. En la primera temporada, este personaje fue interpretado por Anthony Denison.
- Pequeño Chris Halliwell (interpretado por un actor infantil): el hijo menor de Piper.
- Patricia "Patty" Halliwell (Finola Hughes): la madre de las hermanas Halliwell.
- Penélope "Penny" Halliwell (Jennifer Rhodes): abuela de las hermanas Halliwell.
- Pequeño Wyatt Halliwell (Jason & Kristopher Simmons): el hijo mayor de Piper.
- Joven Wyatt Halliwell (Wes Ramsey): hijo mayor de Piper, procedente del futuro.
- Samuel "Sam" Wilder (Scott Jaeck): padre de Paige y guía blanco de Patty.
- Glen Belland (Jesse Woodrow): el mejor amigo de Paige.
- Kyle Brody (Kerr Smith): Agente de Seguridad Nacional, uno de los novios de Paige. Muere asesinado por los avatares, en los brazos de Paige.
- Coop (Victor Webster): Es un Cupido enviado por los Ancianos para ayudar a Phoebe con su vida amorosa. Coop se convierte posteriormente en el marido de Phoebe.
- Bob Cowan (David Reivers): jefe de Paige.
- Jason Dean (Eric Dane): novio de Phoebe en la quinta y parte de la sexta temporada.
- Drake (Billy Zane): es un demonio con alma que durante un año hizo un trato con un demonio. Sale con Phoebe durante un par de capítulos.
- Kira (Charisma Carpenter): vidente demoníaca.
- Henry Mitchell (Ivan Sergei): novio de Paige. Posteriormente se convierte en su esposo.
- Sheila Morris (Sandra Prosper): esposa de Darryl.
- Elise Rothman (Rebecca Balding): amiga y jefa de Phoebe. En la primera temporada esta misma actriz interpretó a Jackie la tía de Aviva.
- Inspectora Sheridan (Jenya Lano): compañera de trabajo de Darryl.
- Sophie (Amanda Sickler): asistente y amiga de Phoebe.
- Claire Pryce (Cristine Rose): segunda jefa de Prue
- Jenny Gordon (Karis Paige Bryant):sobrina de Dan, vecino de las hermanas

#### Villanos
- Rex Buckland (Neil Roberts): jefe de Prue y demonio que tiene el poder de proyección astral.
- Hannah Webster (Leigh-Allyn Baker): asistente de Rex.
- Barbas (Billy Drago): el demonio del miedo.
- La Fuente de Todo Mal (Peter Woodward, junto con otros 2 actores): el demonio jefe del inframundo.
- La Vidente (Debbie Morgan): vidente demoníaca, socia de Cole cuando se convierte en La Fuente. Al Phoebe quedar embarazada de Cole, realiza un hechizo para así apoderarse del bebé directamente desde su útero lo cual le brinda los poderes demoníacos de La Fuente por un breve tiempo ya que las hermanas la derrotan con el Poder de tres.
- Gideon (Gildart Jackson): Anciano, director de la escuela de magia.
- Zankou (Oded Fehr): demonio poderoso.
- Christy Jenkins (Marnette Patterson): hermana secuestrada de Billie.
- Dumain (Anthony Cistaro): mentor demoníaco de Christy.

## Producción

### Desarrollo
En 1998, cuando The WB comenzó a buscar una nueva serie dramática para la temporada 1998-99 de la cadena de televisión estadounidense, se puso en contacto con Spelling Television (que había producido la serie de más éxito de la cadena, 7th Heaven) para crearla. Aprovechando la popularidad de dramas con temática de brujas como The Craft (1996) y Practical Magic (1998), la productora exploró diferentes formas de mitología para encontrar personajes que pudieran realizar con la narrativa contemporánea.
Constance M. Burge fue contratada para crear la serie, ya que tenía un contrato con 20th Century Fox y Spelling Television tras concebir la serie dramática Savannah (1996-97).Cuando se le propuso por primera vez el tema de la brujería, era consciente de los estereotipos de las brujas (escobas voladoras, gatos negros y verrugas). Tras investigar sobre Wicca, cambió su perspectiva y pretendía contar una historia de brujas buenas que parecían y actuaban como gente corriente. Con esto, su concepto inicial era una serie ambientada en Boston, Massachusetts, sobre tres amigas y compañeras de piso que eran todas brujas. Sin embargo, el productor ejecutivo E. Duke Vincent carecía de confianza, preguntándose: «¿Por qué querría alguien ver una serie sobre tres brujas?». Propuso que la serie se centrara en los valores familiares y desarrolló el mantra de toda la serie de que se trataba de «tres hermanas que resultan ser brujas, no tres brujas que resultan ser hermanas.» A Spelling le gustaron las ideas de Burge y, tras reelaborar el concepto para convertirlo en una serie sobre tres hermanas (que ahora viven en San Francisco) descendientes de un linaje de brujas, se lo presentó a la presidenta de entretenimiento de The WB, Susanne Daniels, a quien le gustó y permitió que la serie comenzara a desarrollarse.
La serie fue retitulada “Charmed” después de que se descartara la sugerencia de Spelling de “House of Sisters”. Burge escribió el guion del piloto y se rodó una versión de 28 minutos del piloto, que nunca se emitió en la cadena de televisión. Después de que Lori Rom, miembro original del reparto, abandonara la serie antes de su estreno, Alyssa Milano asumió su papel y hubo que rodar un nuevo piloto. En su debut, “Embrujadas” recibió la mayor audiencia para el estreno de una serie en la historia de The WB. La primera temporada de 22 episodios fue recogida por The WB después de que sólo se hubieran emitido dos episodios.

### Casting
La ex actriz de Beverly Hills, 90210 Shannen Doherty interpretó a la hermana mayor Prue Halliwell, mientras que su mejor amiga y ex actriz de Picket Fences Holly Marie Combs interpretó a la hermana del medio Piper Halliwell.  Lori Rom fue elegida originalmente para interpretar a la hermana menor Phoebe Halliwell en el episodio piloto de 28 minutos que no se emitió. Sin embargo, Rom abandonó la serie, y se rodó un nuevo piloto con la actriz Alyssa Milano de ¿Quién es el jefe? en el papel de Phoebe. Doherty abandonó “Charmed” al final de la tercera temporada. Jennifer Love Hewitt y Tiffani Thiessen fueron consideradas como sustitutas. El papel recayó finalmente en la actriz de cine Rose McGowan, que interpretó a la hermanastra menor Paige Matthews, perdida hace tiempo, en la cuarta temporada. 
En la primera temporada, Ted King interpretó al inspector Andy Trudeau, Dorian Gregory interpretó a su compañero inspector Darryl Morris, y Brian Krause interpretó al luz blanca de las hermanas Halliwell Leo Wyatt.  King abandonó “Embrujadas” al final de la primera temporada, mientras que Gregory permaneció en la serie hasta la séptima temporada. En la segunda temporada, Greg Vaughan se unió a la serie como el nuevo vecino de las hermanas Halliwell Dan Gordon, mientras que Karis Paige Bryant fue elegida para interpretar a su sobrina Jenny Gordon. Bryant dejó su papel a mitad de la segunda temporada, mientras que Vaughan lo hizo al final de la misma. El actor australiano Julian McMahon se unió al reparto de “Embrujadas” en la tercera temporada como el medio demonio Cole Turner. Abandonó la serie a mitad de la quinta temporada. Drew Fuller se unió a “Embrujadas” al final de la quinta temporada como el segundo hijo del futuro de Piper y Leo, Chris Halliwell. Fuller dejó su papel al final de la temporada seis, pero volvió para apariciones como invitado en temporadas posteriores. En la octava y última temporada, Kaley Cuoco se unió a la serie como la joven bruja Billie Jenkins.

### Producción y escritura
Aaron Spelling y E. Duke Vincent mantuvieron sus cargos como productores ejecutivos de la serie hasta su finalización. Constance M. Burge se convirtió en productora ejecutiva cuando fue contratada para crear la serie y escribir el guion piloto. Después de que el "piloto no emitido" de 28 minutos fuera mostrado a The WB y la serie fuera elegida por la cadena, Brad Kern fue contratado como cuarto productor ejecutivo y como showrunner para descifrar cómo se desarrollaría la serie a lo largo de su emisión. Los guiones corrieron a cargo de un gran número de escritores. Kern fue el que más escribió, con un total de 26 episodios, además de dirigir uno de ellos. Los guionistas con más créditos además de Kern son Daniel Cerone, Curtis Kheel, Zack Estrin, Chris Levinson, Krista Vernoff, Sheryl J. Anderson, Monica Owusu-Breen, Alison Schapker, Cameron Litvack y Jeannine Renshaw. Burge escribió siete episodios para la primera y la segunda temporada antes de dejar su puesto como productora ejecutiva. La redacción de los guiones se llevó a cabo después de realizar tormentas de ideas en grupo, en las que se discutían los acontecimientos de los episodios, las emociones de los personajes y la mitología implicada. Robert Masello, editor ejecutivo de historias de la serie, se acredita a sí mismo como el único demonólogo contratado para una serie, con el fin de añadir su experiencia al argumento.

“Embrujadas” es la única serie que cuenta en su plantilla con un demonólogo licenciado, que soy yo, y como he escrito libros sobre demonología y ocultismo de brujería, estoy ahí para responder a preguntas sobre cómo se comportaría un demonio.

El libro Investigando Charmed: The Magic Power of TV (2007) reveló que los espectadores de la religión wiccana apreciaban la representación precisa de algunos elementos wiccanos, pero estaban decepcionados con la forma en que la serie vinculaba la religión wiccana con el cristianismo, a través del concepto de demonios y ángeles (luces blancas). Un espectador wiccano señaló que algunos de los demonios malvados de ”Embrujadas llevan los nombres de dioses y diosas benévolos de la religión wiccana.  Sin embargo, muchos espectadores wiccanos apreciaron el hecho de que “Embrujadas” diera a conocer su religión de forma positiva, mediante el uso de otros elementos como objetos sagrados, hechizos, un Libro de las sombras, celebraciones del solsticio y handfastings.  Holly Marie Combs, miembro del reparto, reveló en el documental “The Women of Charmed” (2000) que la serie pretendía seguir una mitología creada por la fantasía, y no adherirse a las reglas wiccanas demasiado estrechamente, por miedo a ser criticada por no ser "técnicamente lo suficientemente correcta" o faltar a la verdad por completo.
Antes de la tercera temporada, Burge dejó su antiguo puesto como productora ejecutiva a Kern, después de que, según se informa, se sintiera frustrada porque los argumentos de la tercera temporada se iban a centrar más en las relaciones de las hermanas con sus intereses amorosos que entre ellas. Tuvo desacuerdos con Kern sobre traer al personaje Cole Turner (Julian McMahon) a la serie como interés amoroso para el personaje de Alyssa Milano, Phoebe, ya que había suficiente atención en la pareja Piper (Holly Marie Combs) y Leo Wyatt (Brian Krause). Sin embargo, Burge permaneció en “Embrujadas” como consultora creativa hasta la cuarta temporada. Su marcha provocó cambios en la estructura argumental de la serie, que pasó de un sistema de «demonio de la semana» a utilizar arcos argumentales de tercera o media temporada. Además, se dio más importancia a la vida personal de los protagonistas. La conexión serial de los episodios culminó en la segunda mitad de la cuarta temporada. A pesar de que los índices de audiencia aumentaron durante el arco argumental final de la cuarta temporada, de 4,19 a 4,21, The WB pidió a Kern que abandonara el sistema de episodios en serie. Esto condujo a la estructura en gran parte episódica de la quinta temporada, y dio lugar a que los dos sistemas se equilibraran a partir de la sexta temporada.

### Lugares de rodaje
Las seis primeras temporadas de Embrujadas se rodaron en Ray-Art Studios en Canoga Park, Los Ángeles en cuatro de los escenarios de sonido del estudio. Tras la venta de Ray-Arts Studio en 2003, la producción de “Embrujadas” se trasladó a Paramount Studios para las temporadas siete y ocho. La Casa Innes, situada en 1329 Carroll Avenue en Los Ángeles, se utilizó como exterior para la Mansión Halliwell de la serie, y se ha hecho popular entre los turistas a lo largo de los años. 

### Recortes presupuestarios
Durante la séptima temporada y por primera vez en su historia, la serie había estado en el limbo ya que no había renovación garantizada para una octava temporada. “Charmed” fue finalmente renovada para una última temporada, pero el presupuesto se redujo considerablemente en comparación con las temporadas anteriores debido a los caros efectos especiales y atrezzo y a las actrices muy bien pagadas. El productor ejecutivo Brad Kern reveló que tuvieron que recortar en efectos especiales y estrellas invitadas, y que toda la temporada se rodó únicamente en el terreno de los estudios Paramount, ya que no podían salir más a exteriores. Estos recortes presupuestarios también provocaron que Dorian Gregory, miembro del reparto, fuera eliminado de la última temporada y que Brian Krause fuera eliminado de varios episodios como medida de ahorro.  Kern reveló que la serie no podía permitirse tener a Krause en los 22 episodios de la temporada final, pero lo trajeron de vuelta para los dos últimos episodios para ayudar a cerrar las tramas.

### Secuencia de apertura
Charmed utiliza su secuencia de apertura para presentar a los miembros principales y secundarios del elenco de cada temporada. Consiste en escenas de varios episodios y material de archivo misceláneo del elenco que se actualizaba de una temporada a otra. La apertura comienza con imágenes del Puente Golden Gate y tomas intermitentes del símbolo triquetra en un círculo. Luego aparece la tarjeta de título del programa, que presenta el símbolo triquetra y Libro de las sombras. Después del título en la apertura de las temporadas 1 a 3, se muestran escenas del episodio piloto Something Wicca This Way Comes, incluyendo una vista aérea de las hermanas lanzando un hechizo en una mesa redonda y una toma de ellas bajando las escaleras. Luego se muestra una escena de las hermanas recitando un hechizo con la palabra "Protagonista". A esto le siguen clips de cada miembro del elenco principal y secundario, aunque el elenco secundario se omite en los primeros cinco episodios, en los que Milano fue el último en aparecer. Las últimas escenas en la apertura muestran al gato de las hermanas, un tranvía de San Francisco y, por último, a las hermanas subiendo las escaleras hacia su casa, con El personaje de Doherty cerrando la puerta con sus poderes telequinéticos.
Tras la marcha de Doherty al final de la tercera temporada, los créditos iniciales de la cuarta temporada tuvieron que ser recreados para eliminar todas las imágenes de Doherty e incluir a su sustituta, Rose McGowan. El inicio de la secuencia se mantuvo igual. Sin embargo, tras mostrarse la tarjeta de título, se introducen nuevas escenas que incluyen imágenes del puente Golden Gate, una gárgola, un talismán, un cristal de adivinación, un tatuaje del símbolo de la triqueta y velas. El orden de acreditación de las actrices principales también se modificó para adaptarse a los cambios en el reparto principal. Las últimas escenas de la secuencia inicial también se modificaron para incluir un cementerio, tomas exteriores de la Mansión Halliwell y páginas en el "Libro de las Sombras". Se utilizó una apertura de cinco segundos para los episodios de estreno de dos partes de las temporadas cuatro y cinco; Presenta destellos del símbolo de la triqueta y el título de la serie en grandes letras azules.
El tema musical de apertura, utilizado en las emisiones originales de televisión de las ocho temporadas, fue la versión de "How Soon Is Now?", interpretada por Love Spit Love, de The Smiths. Esta versión de la canción había aparecido previamente en la banda sonora de The Craft, y aparece en el primer álbum de la banda sonora de la serie. En la introducción acortada de cinco segundos para los episodios de estreno de dos partes de las temporadas cuatro y cinco, la canción fue reemplazada por música instrumental. "How Soon Is Now?" también fue reemplazada por música instrumental de hard rock en el DVD de la temporada ocho porque la licencia para usar la canción había expirado. Esta música instrumental de hard rock también se usó en la apertura de las ocho temporadas en Netflix y posteriormente en Peacock.
Para la remasterización, aunque se conservaron la mayoría de las tomas originales de los créditos iniciales, algunas imágenes de fondo y símbolos intermitentes se utilizó una toma panorámica y escaneo para ajustarse a la relación de aspecto 16:9.

## Temporadas

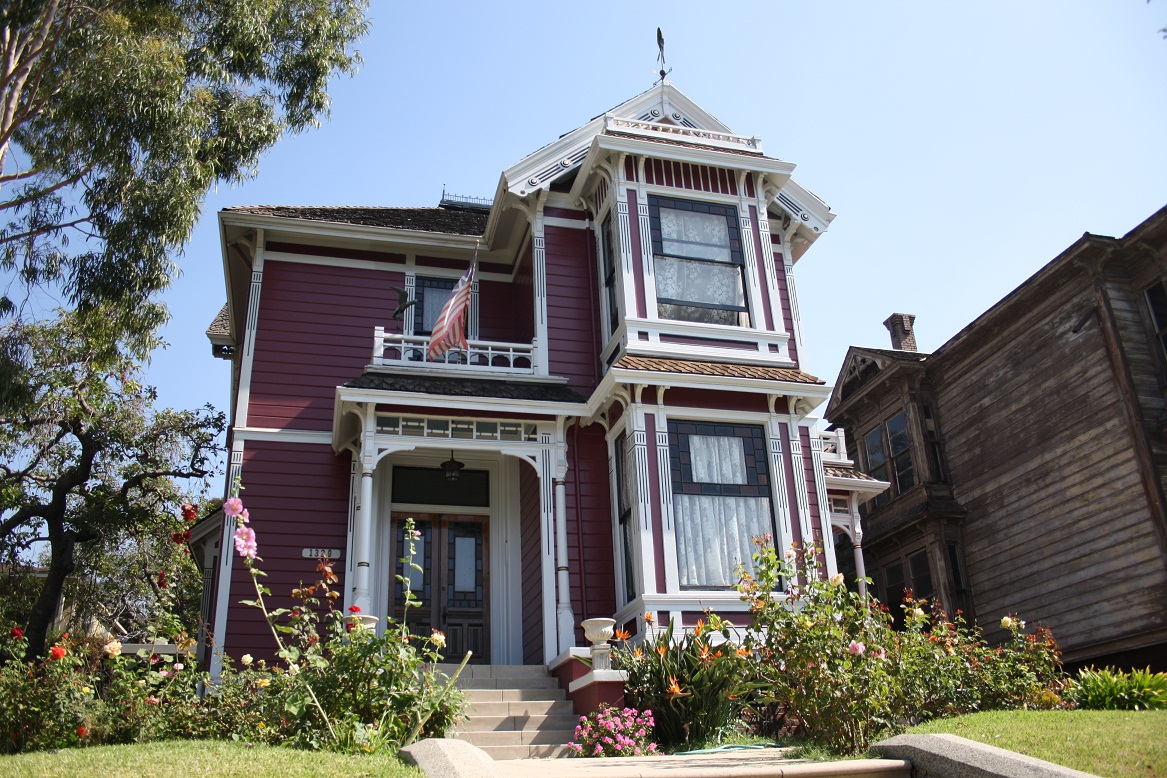
La casa Halliwell. Esta casa en realidad está ubicada en la ciudad de Los Ángeles; sin embargo, se usó para las tomas en exteriores de la serie.

| Temporada | Temporada | Episodios | Episodios | Emisión original         | Emisión original   |
| Temporada | Temporada | Episodios | Episodios | Primera emisión          | Última emisión     |
| --------- | --------- | --------- | --------- | ------------------------ | ------------------ |
|           | 1         | 22        | 22        | 7 de octubre de 1998     | 26 de mayo de 1999 |
|           | 2         | 22        | 22        | 30 de septiembre de 1999 | 18 de mayo de 2000 |
|           | 3         | 22        | 22        | 5 de octubre de 2000     | 17 de mayo de 2001 |
|           | 4         | 22        | 22        | 4 de septiembre de 2001  | 16 de mayo de 2002 |
|           | 5         | 23        | 23        | 22 de septiembre de 2002 | 11 de mayo de 2003 |
|           | 6         | 23        | 23        | 28 de septiembre de 2003 | 16 de mayo de 2004 |
|           | 7         | 22        | 22        | 12 de septiembre de 2004 | 22 de mayo de 2005 |
|           | 8         | 22        | 22        | 25 de septiembre de 2005 | 21 de mayo de 2006 |

### Temporada 1; 1998-1999: Cumpliendo la Profecía
La serie inicia con Phoebe (la hermana menor) regresando de Nueva York a la antigua casa de la línea familiar de las Halliwell donde sus otras dos hermanas viven desde que su abuela falleció. Al estar las Tres unidas de Nuevo se cumple la profecía de descubrir su poderes mediante un libro encontrado en el ático.
El Libro de las Sombras revela los poderes y la misión de las hermanas: que es de proteger al inocente del mal. Cada una de las Halliwell adquiere diferentes poderes, Prue la telekinesis, Piper el poder congelar el tiempo y Phoebe la premonición, además de tener los poderes de una bruja normal, como crear hechizos y pociones y el Poder de Tres. También es la temporada de aprendizaje para las Halliwell, luchando contra demonios, contra sus miedos, hacer uso del control de la magia, y sobre todo, aprendiendo a convivir como hermanas. Prue consigue trabajo en una casa de subastas, Piper trabaja como jefe de cocineros en el restaurante Quake y el padre de las Halliwell vuelve a reconciliarse con ellas. También aparece en sus vidas Leo Wyatt, que es su Luz Blanca y aún no lo saben, quien se enamora de Piper y ésta de él, trabajando en la mansión como manitas. Al empezar a luchar contra demonios empiezan a involucrarse en las investigaciones de los inspectores Andy Trudeau y Darryl Morris, su compañero de trabajo.
Posteriormente, se enfrentan a uno de los enemigos más poderosos de toda la serie hasta el momento, el demonio del miedo, Barbas. Es vencido (pero no destruido) por Prue controlando sus miedos. Phoebe descubre que Leo es su Luz Blanca y que este debe alejarse de Piper por las reglas que prohíben las relaciones entre brujas y guías blancos.
Una especie de demonio con forma de nube negra llamado Woogyman hipnotiza a Phoebe haciendo que renuncie a ser parte de Las Embrujadas y se vuelve una bruja mala y perversa. Personas como Andy y un repartidor de pizzas sucumben por un rato al mal; Prue y Piper descubren que su casa fue construida en una zona mágica rodeada por un pentagrama, este hecho es la causa de que su casa sea una zona de pelea entre el bien y el mal, pero no pueden entrar a la casa por el peligro de que Wooogyman las haga malvadas. Cuando Piper congela el tiempo para poder entrar, Phoebe también queda congelada debido a que es malvada. Al hacerle recordar a Phoebe un cuento (contado por la abuela) que resultó ser un conjuro, logra derrotar al demonio y vuelve a ser una bruja buena de nuevo.
Los jefes de Prue, Rex Buckland, que posee el poder de la proyección astral, y Hannah Webster, resultan ser dos demonios que roban momentáneamente los poderes de las hermanas, pero los recuperan, sin saberlo, gracias a Leo y consiguen derrotarlos. Las hermanas tienen su primer viaje al pasado para evitar el pacto que su madre hizo con el demonio Nicholas, el cual le concedía los poderes de sus hijas a cambio de su vida.
Andy, exnovio de Prue, descubre los poderes de las hermanas durante un enfrentamiento contra los Grimlocks, seres que roban la vista de los niños para matar a personas buenas gracias a su aura; y decide encubrirlas a pesar de ser investigado por asuntos internos.
Leo aparece en la mansión herido por la flecha de un Luz Negra, Piper intercambia su poder con él y gracias a su amor logra activar el poder de curación y lo salva. La temporada termina con las brujas enfrentadas al demonio Rodríguez el cual apoyado por Tempus, interpretado por David Carradine, un demonio con capacidad de retroceder el tiempo, encierran a las hermanas en un ciclo temporal que terminaría cuando las tres fueran asesinadas. Ellas logran vencer el poder de Tempus con un hechizo que hace que se rompa el ciclo temporal y destruyen a Rodríguez, aunque lamentablemente este asesina a Andy, dejando a Prue muy triste.

### Temporada 2; 1999-2000: Rito del Pasaje
Combátelo con el poder de una o más. Se inicia con las hermanas haciendo su vida sin preocuparse de la brujería. Phoebe les dice que van a cumplir un año como brujas y que el día es más especial todavía porque es el equinoccio de otoño, un día mágico. Cuando despiertan ven como el libro desaparece de su propio ático por un demonio desconocido. Con las indagaciones de Phoebe, que es la única que se preocupa de recuperar el libro ya que pueden perder los poderes cuando acabe el día, descubre que el demonio se llama Abraxas y que sigue en la casa, pero en un plano astral. Abraxas lee el libro al revés borrándolo todo y resucita a los demonios derrotados, a los cuales deben derrotar nuevamente. Prue no quiere luchar por la muerte de Andy, pero al final logran vencerlos con El Poder de Tres. Piper abandona el restaurante donde trabajaba y compra un club propio al que llama P3. Aparece como nuevo vecino de las hermanas Dan Gordon, que se enamora de Piper.
Phoebe tiene una visión de su muerte futura y las hermanas usan un hechizo del Libro de las Sombras para viajar al futuro. Piper averigua que en 10 años fracasó en su matrimonio con Leo, pero tiene una hija de nombre Melinda. Prue tiene dinero y poder, pero fracasó en el amor. Phoebe muere quemada en la hoguera por haber matado a un asesino con su poder futuro de electro-ignición. El mal uso de sus poderes en el pasado causó una cacería de brujas moderna. Las hermanas regresan y juran no ser las personas que vieron en el futuro.
Las hermanas se enfrentan de nuevo a Barbas, el demonio del miedo, y Prue obtiene un nuevo poder: la proyección astral. Las hermanas le dicen su secreto a Darryl.
Leo contrata a Dishwalla para tocar en el P3 porque hay un demonio aliado con el representante. Piper se enfada con Leo y se empieza a interesar en Dan. El demonio es destruido gracias a la telequinesis de Prue.
Prue es convertida en hombre para derrotar a un demonio mujer (succubus) que se alimenta del deseo sexual. En este capítulo tocan The Cranberries. Piper comienza a salir con Dan.
Prue conoce en el trabajo a Jack Sheridan, interpretado por Lochlin Munro, el cual al principio odiaba, pero luego empezaron a salir. Las hermanas conocen a Sam, el Luz Blanca de su madre, y descubren que estuvieron juntos antes de morir la madre por un demonio del agua que vuelve a atacar en el campamento de verano al que iban las hermanas de pequeñas. Juntas y con ayuda de Sam, Prue supera su miedo al agua, y siguiendo el plan que su madre tenía, destruye al demonio de agua.
Piper cae víctima de un virus tropical y Leo rompe las reglas para salvarla. Después le cortan las alas para recuperar a Piper y así empieza la lucha de Leo contra Dan por Piper. Prue rompe con Jack, porque aflora su instinto maternal y él es un poco infantil.
Finalmente, Piper rompe con Dan, pues se da cuenta de que ama a Leo. Leo recupera sus alas cuando Prue es atacada por un Luz Negra que intenta que se suicide. El final de temporada revela a aquellos que han tratado de matar a las Halliwell todo este tiempo, La Tríada.
Ellos envían a un brujo Dragón y un Genio para tratar de destruirlas. Cada una de ellas pide un deseo al genio sin saberlo: Prue vuelve a tener 17 años, Dan empieza a envejecer y Phoebe obtiene el poder de volar. Finalmente se deshacen los deseos pero a un alto precio, Prue es asesinada por el demonio Dragón cuando este intentaba recuperar su poder de volar (que le quitó Phoebe al pedirle un deseo al genio). Al final se las ingenian para volver a liberar al genio y le piden un deseo que es el de resucitar a Prue y juntas destruyen al Demonio dragón con El Poder de Tres.
La temporada finaliza con Piper y Leo orbitándo al cielo para visitar a los ancianos y Prue nuevamente cerrando las puertas de la mansión con su telekinesis.

### Temporada 3; 2000-2001: Parlamento del Infierno
La temporada se inicia un mes después de que Leo y Piper se fueran con Los Ancianos. La temporada trae amor, magia y muerte. Durante esta temporada los poderes de las chicas crecen. Phoebe obtiene su primer poder activo, la habilidad de levitar. Tras salvar a Darryl de un Guardián (demonios que protegen a asesinos a cambio de almas de inocentes), Phoebe se enamora del Fiscal del Distrito, Cole Turner, (Julian McMahon) quien en realidad es el demonio Balthazar, enviado por la Tríada para matarlas.
Piper y Leo intentan casarse en secreto durante un eclipse de Sol, pues los Ancianos no pueden ver la Tierra durante los eclipses. Pero ellos se enteran del plan (por culpa de Cole-Balthazar) y hacen que Leo desaparezca de allí mediante una explosión de órbitas. Tiempo después Leo vuelve con Piper gracias a que ella comprende y demuestra que su relación puede ser posible, le dice que los Ancianos han puesto su relación "en período de prueba".
Las hermanas conocen hadas y trolls gracias a que todavía Prue y Phoebe creían en eso. Al final Piper también lo cree y puede verlos. Prue y Phoebe ven a Balthazar en el ático tratando de robar el Libro de las Sombras, aunque el mal no puede tocar ese libro, pero no reconocen a Cole pues la forma humana de Cole es diferente a la forma demoníaca de Balthazar. Cole intenta acabar con el linaje de las hermanas viajando al pasado, en Halloween y secuestrando a Charlotte, la madre de Melinda Warren. En cuanto saben que el bebé se llama así vuelven al presente. Phoebe y Cole comienzan a salir.
La Tríada, ya harta de que Cole no haya matado aún a las hermanas, mandan al demonio invisible Troxa, el cual es destruido gracias a Cole, quien lo manda a la trampa de Prue, pues ésta era la única que se daba cuenta de que había algo demoníaco intentando matarlas y robarles el Libro de las Sombras. En este capítulo Prue empieza a dudar mucho de Cole.
En un esfuerzo por destruir a las hermanas, Cole pide ayuda a Andras, el demonio de la ira. Andras utiliza sus poderes para que las Halliwell conviertan su rabia en furia y usen sus poderes contra ellas mismas. Una vez que las hermanas empiezan a utilizar la magia las unas contra las otras, el Poder de Tres se rompe, dejándolas indefensas. Cole se da cuenta de que no puede asesinar a Phoebe porque la ama, así que Andras lo posee para destruirlas, pero las hermanas recuperan sus poderes y los derrotan. Cole asesina a Andras y las hermanas logran herir a Cole (en forma de Balthazar). Cole asesina a la Tríada, por lo que La Fuente (el Jefe de todos los demonios y del inframundo) ofrece una alta recompensa por él. Las hermanas descubren que en realidad Cole es Balthazar y Phoebe decide protegerlo, dejándolo escapar, y diciendo a sus hermanas que lo ha matado.
Finalmente Phoebe confiesa la verdad sobre Cole a sus hermanas y a Leo, que no lo mató y que él no las intentará destruir otra vez, aunque pasa mucho tiempo antes de que puedan confiar en él.
La boda de Piper y Leo se celebra finalmente. Penny, Patty, Victor, Darryl y Cole asisten a la celebración, que casi fue cancelada por culpa de Prue, ya que el ser astral de ésta sale en moto de la casa porque traía consigo los deseos profundos que tenía. Prue conoce al Ángel de la Muerte cuando intenta salvar a un inocente, el cual no debía ser salvado porque su destino era morir. Prue finalmente comprende que no puede ganar y permite que este hecho suceda.
Cole regresa y ayuda a las hermanas a vencer a su mentor, Raynor. Las hermanas Halliwell caen en el Hechizo del demonio Lucas el cual cuida los 7 pecados capitales y les manda uno a cada una. Prue, la soberbia; Piper, la gula; Phoebe, la lujuria; Leo, la pereza; un sacerdote, la envidia; y a un policía, la ira. La avaricia la tenía un corredor de bolsa al principio de todo. Piper desarrolla el poder de la combustión molecular, y lo descubre cuando están ella y Leo en una oficina para sacar el pasaporte de Leo. Piper se enfada porque quiere una vida normal y hace explotar un reloj, así es como se activa su nuevo poder al principio. Cole vuelve a ser malo por un hechizo que Raynor usó en él antes de morir.
Prue se convierte en perro para tratar de rastrear a una Banshee y Phoebe se convierte en una de ellas así que sólo Piper podía salvar a sus hermanas. Ella convoca a Cole para que traiga a Phoebe y al final, gracias a su amor, Phoebe vuelve a ser humana y decide tratar de salvar a Cole y de volverlo bueno.
Piper y Prue son grabadas por una cámara de televisión en la calle, cuando usaban sus poderes para destruir al demonio Shax (el asesino personal de La Fuente) después de que las atacara en la mansión y casi las asesinara por tratar de salvar a un importante doctor. El secreto de las hermanas es descubierto por el mundo entero. Cuando crece el interés y el miedo por su secreto, una multitud de gente y de cámaras de televisión rodean la casa, y una mujer que estaba loca y se creía "Bruja" dispara a Piper ya que estaba enfadada porque las hermanas la echaron de su casa, dicho disparo le causa la muerte a Piper. La única solución al problema era persuadir a Tempus, que era el demonio del tiempo para que lo retrocediera. Phoebe, que ya estaba en el Inframundo volviendo a Cole bueno, hace un pacto con La Fuente para que Tempus retrocediera el tiempo, con el propósito de salvar la vida de su hermana. El tiempo es revertido, pero éstas no son avisadas del ataque como le prometieron; Shax ataca, dejando casi muerta a Piper y acabando con la vida del Doctor Griffiths y de Prue.
La temporada termina cuando Shax sale de la casa en forma de viento, dando un portazo y rompiendo los cristales de la puerta de la mansión Halliwell.

### Temporada 4; 2001-2002: Embrujadas de Nuevo
Cole y Leo logran sacar a Phoebe del Inframundo antes de que La Fuente de Todo Mal la asesine. Esto se puede deber a que Phoebe aceptó el trato de quedarse en el Inframundo si informaba a sus hermanas sobre el ataque de Shax, y al no avisarles, pudo irse libre. Trágicamente, Prue ya había muerto antes de que ellos regresaran a la Mansión. Piper aún estaba viva y Leo pudo sanarla. Pero eso no cambió el hecho de que el asesino Shax había logrado su misión de destruir el Poder de Tres (La información anterior no se muestra en ningún capítulo pero se deduce de cómo continúa la trama). Piper trata de contactar con Prue mediante algunos hechizos, pero no tiene éxito. El día del funeral, una chica llamada Paige Matthews se presenta ante las Halliwell (sin saber por qué está ahí, ya que fueron los hechizos de Piper lo que la atrajeron) y al saludar a Phoebe, ésta tiene una premonición en la que ve a Shax matando a Paige.
Phoebe y Cole intentan salvarla y averiguan que puede orbitar. Cole descubre que Paige puede ser capaz de restituir el Poder de Tres, ya que es hermana de las Halliwell. Piper invoca a su abuela y descubre que su madre tuvo una cuarta hija con su Luz Blanca, Sam, a la que abandonaron poco después de haber nacido. Piper al principio no acepta a Paige porque sustituye a la hermana más fuerte, Prue, y también Paige se siente débil porque Piper las compara a ambas. La Fuente trata de llevarse a Paige al lado del mal, pero finalmente ella decide el lado del bien y el Poder de Tres es restaurado a la vez de que por fin vengan a Prue destruyendo a Shax.
Piper al estar enojada por la muerte de su hermana mayor se dedica a destruir la mayor cantidad de demonios posibles poniendo en peligro su vida y la de sus hermanas pero Paige la hace entender que con quien se debe desahogar es con Prue pues ésta se sentía igual cuando ésta perdió a sus padres. Phoebe y Piper intentan convencer a Paige de irse a vivir con ellas a la mansión, pues necesitan el poder de tres para poder combatir el mal que las acecha día a día.
La Fuente continúa su ataque contra las hermanas. Envía un demonio camaleón a su casa para espiarlas. Pero ante el fallo de este, lo destruye; toma su lugar y secuestra a Piper. Usa su magia negra para entrar en la mente de Piper y convencerla de que no es una bruja sino una paciente de un hospital psiquiátrico y trata de engañarla para que renuncie a sus poderes. Sus hermanas, Cole y Leo logran salvarla y debilitar a la Fuente. Cole le propone matrimonio a Phoebe pero ella se niega, y Piper y Leo consideran su futuro teniendo hijos. Enfrentando a un demonio de su propia hermandad, Cole se vuelve completamente humano por una poción de Phoebe. Phoebe acepta casarse con Cole después de que casi muere por una bala.
Sabiendo de su posible fracaso ante las Hechizeras, La Fuente rompe un acuerdo entre el bien y el mal y libera El Vacío, una antigua nube de partículas negras que usa para absorber primero los poderes de Piper y después los de Paige. Phoebe permite que Cole las ayude a pesar de haber tenido una premonición que implica el sacrificio de Cole para salvarla de la muerte.
La Vidente, un demonio de alto nivel, hace un trato con Cole para ayudarle a detener a la Fuente, y por esto Cole absorbe el Vacío, que rellena la parte de Cole que pertenecía a Balthazar justo cuando la Fuente está a punto de matar a las hermanas y absorbe el poder de la Fuente para así, con un hechizo hecho por Phoebe que invoca a la familia Halliwell, matarlo. Las Halliwell creen haber derrotado a la Fuente, pero sus poderes entraron en Cole, como parte del plan de La Vidente. Phoebe se prepara para el día de su boda sin ser consciente de que los poderes de La Fuente han poseído el cuerpo de Cole. La Vidente le dice a Cole que su hijo será el ser mágico más poderoso del mundo, pero solo servirá al mal si él se casa con Phoebe mediante una boda oscura. La boda oscura de Phoebe y Cole se lleva a cabo con engaños de Cole a las hermanas. Phoebe descubre que está embarazada.
Mientras tanto, Piper y Paige se alían con un mago para detener la coronación de la nueva Fuente. Phoebe recibe nuevos poderes como la teletransportación y la piroquinesis, aunque éstos son los poderes de su bebé que no ha nacido. Piper y Paige descubren que Cole es en realidad La Fuente y se lo dicen a Phoebe, que no les cree, aunque luego lo confirma por medio de una premonición. Phoebe se entrega completamente a Cole, se convierte en su reina del mal y se quedan con el trono del Inframundo gobernando a todos los demonios.
Phoebe no sabe si tomar su papel como Reina del Inframundo o seguir ayudando a los inocentes. Al ser obligada a decidir entre Cole y sus hermanas, escoge su destino como bruja y juntas destruyen a Cole, lo cual deja muy triste a Phoebe. La Vidente roba al niño no nacido de Phoebe diciéndole que siempre le perteneció a ella, siendo este su plan desde el principio para convertirse ella en La Fuente. La Vidente, ahora embarazada del hijo de La Fuente, y el parlamento entero del Inframundo son destruidos por la propia Vidente, pues no controla los poderes del bebé, a causa de una explosión resultado de la unión del Poder de Las Tres y el poder de La Fuente. La balanza de poder se inclina a favor del bien.
Un Ángel del Destino se aparece ante las hermanas y les ofrece una recompensa por haber cumplido su destino: destruir a La Fuente de Todo Mal. La recompensa consiste en la oportunidad de dejar de ser brujas y llevar vidas normales de nuevo. Esta decisión se tomará a través de mayoría de votos. Paige se opone porque la magia le ha dado una nueva vida y una nueva familia, pero Piper y Phoebe están tentadas a recuperar todo lo que perdieron. El espíritu de Cole logra contactar con Phoebe desde el limbo donde los demonios van después de ser destruidos. Ella se proyecta astralmente hasta él y le dice que necesita cruzar al otro mundo a pesar de que ella aún lo ama.
Cole toma el poder de un demonio que acaba de morir y vence a la criatura que absorbe los poderes de los demonios que acaban en el limbo y escapa con un arsenal de poderes robados a los demonios destruidos. El Ángel del Destino reaparece en la mansión para escuchar la decisión de las hermanas. Phoebe y Piper cambian de opinión y acceden a mantener su poderes y continuar su lucha. Antes de retirarse, el Ángel del Destino les anuncia a las hermanas de un acontecimiento que es parte del destino de Piper y Leo: Piper está embarazada. Aunque no se lo dice exactamente, Phoebe es la primera en captar la indirecta que les lanzó y todas saltan de alegría.
La temporada finaliza con el ángel del destino saliendo de la mansión en una bola de luz y cerrando las puertas de la casa.

### Temporada 5; 2002-2003: El Nacimiento de Wyatt
La temporada comienza con las hermanas preparándose para la llegada del bebé de Piper. Paige es promovida a trabajadora social, aunque luego renuncia a su empleo para dedicarle más tiempo a la brujería. Cole resurge de la tierra de los muertos y trata de convencer a todos de que es bueno. Phoebe está finalizando su divorcio con Cole, aunque este aparece antes de que Phoebe firme. Piper y Leo descubren que su bebé es capaz de usar la magia como curar y proteger a Piper, o manipular sus poderes, invocar a la abuela, cambiar los cuerpos de sus padres, etc.
Piper cree necesitar ayuda para controlar al bebé y trata de invocar a su abuela, Penny, pero ella no puede y es el bebé quien la trae al presente, y ésta empieza una relación abuela-nieta con Paige, además de ayudarlas cuando una bruja trata de cambiar los cuentos, destruir a las hechiceras y así ser la bruja más poderosa del mundo.
Paige y Phoebe se preparan para ser comadronas de Piper por temor a que un doctor descubra su secreto. Barbas, el Demonio del Miedo, vuelve una vez más y engaña a Paige para que le dé los poderes de Cole. Paige es la encargada de derrotarlo imitando las acciones de Prue. A Paige se le asigna su primer protegido (ya que ella es mitad Luz Blanca), y resulta ser Sam, su padre biológico.
En esta temporada son presentados los Avatares, unos seres muy poderosos que proponen a Cole convertirse en uno de ellos. Cole busca que las embrujadas lo destruyan, pues no puede vivir sin el amor de Phoebe, pero resulta ser invencible. Piper descubre que también es invulnerable gracias a los poderes de su bebé.
Cole quiere quedarse con el Nexus espiritual que hay debajo de la mansión; para lograrlo, secuestra a Phoebe y la sustituye con una demonio cambia-formas, que engaña a Piper y a Paige para que le quiten los poderes a la auténtica Phoebe. Phoebe evita que Cole tome el Nexus, pero Cole acepta el trato con los avatares. Como avatar, Cole vuelve atrás en el tiempo y evita que las hermanas conozcan a Paige. Paige no resulta afectada por el hechizo porque tenía un resfriado, estornudó y orbito sin querer en el momento en que el hechizo se lanzó, y se une a este universo alterno creado por Cole. En este universo las hechizeras nunca conocieron a Paige, pues ella jamás existió y por lo tanto el poder de tres se perdió para siempre a la vez de que Piper se volvió una cazadora de demonios para llegar a Shax (que en ese universo nunca fue destruido) y vengar a Prue, y Phoebe se quedó sola en la mansión. Con la ayuda de Paige reforman el poder de Tres y destruyen definitivamente a Cole, que había tomado la vida del Cole que era antes, o sea, Balthazar.
Finalmente, el bebé de Piper nace en un día en el que la magia del mundo desaparece para darle la bienvenida. Piper da a luz a un niño, y no a la hija que todos esperaban que iba a tener, y que vio en el futuro en el que también Prue estaba viva. Lo nombran Wyatt Matthew Halliwell; Wyatt en honor a Leo, su padre, por protegerlo; Matthew en honor a Paige, la tía que le demuestra a Piper la valentía de seguir luchando con los demonios; y Halliwell por el apellido de la familia. Phoebe conoce y se enamora de Jason Dean, el nuevo dueño del periódico donde trabaja.
La abuela Penny realiza una iniciación Wicca para el bebé pero se niega al principio, pues es un bebé varón, lo que implica que por primera vez la línea de las Halliwell de tener siempre mujeres en la familia se rompió. Phoebe progresa en su relación con Jason, pero se ven poco, pues, al ser un importante hombre de negocios, tiene que irse a Hong Kong por trabajo. 
La temporada termina con la resurrección de los Titanes griegos; las hermanas no tienen el poder de detenerlos. Los Titanes quieren vengarse de los Ancianos, encontrándolos y matando a la mitad de ellos. Un extraño Luz Blanca, llamado Chris Perry, llega del futuro para ayudar a las hermanas. Leo se ve obligado a convertirse en un Anciano, y convierte a las hermanas en diosas griegas; Piper, la madre naturaleza, Phoebe, la diosa del amor, y Paige, la diosa de la guerra. Piper usa su poderes para destruir a los Titanes.
Piper, al saber que Leo no volverá con ella, se enfada y usa sus poderes contra San Francisco. Después de hablar con sus hermanas va a los cielos a hablar con Leo. Él le explica lo que pasó, y le quita sus poderes junto con su dolor. 
Al final de la temporada, Chris separa las órbitas de Leo después de que este le dice que el sería el nuevo guía blanco de las hechizeras y cierra las puertas de la mansión con el poder de la telekinesis, demostrando que es más que un simple Luz Blanca y haciendo pensar que es malvado.

### Temporada 6; 2003-2004: Amenaza al Futuro
Las vidas de las hermanas se han vuelto más ocupadas ahora que tienen un Luz Blanca que quiere destruir a todos los demonios, porque sabe que hay un mal que irá a por Wyatt, y por ello ha venido del futuro a detenerlo. Paige comienza a realizar trabajos temporales y Phoebe se ha cortado el cabello. Piper está muy feliz a pesar de que Leo se ha ido, por lo que Phoebe y Paige piensan que Leo la ha hechizado. Paige hace un hechizo para devolverle la memoria a Piper pero accidentalmente se la borra totalmente. Chris les confiesa que Leo está desaparecido.
Las hermanas lo encuentran en el Valhalla, la tierra perdida de las Valquirias, quienes entrenan guerreros para el juicio final, y tratan de rescatarlo. En su primer intento fallan. Chris les da a las hermanas pendientes de Valquiria, lo que las convierte en semidiosas y viajan de nuevo al Valhalla. Piper se enoja con Leo al saber que la había hechizado y se queda en el Valhalla, para después recuperar el sentido y volver a la mansión con su hijo y sus hermanas. Phoebe obtiene el poder de la empatía, cosa que le acarrea complicaciones, puesto que ahora es capaz de sentir los sentimientos que fluyen a su alrededor; los sufrimientos, la alegría, la pasión, etcétera. Piper le pide a Leo que no aparezca en la mansión un tiempo para que ella pueda superar la transformación de Leo en un anciano y así es como se separan. Leo sospecha de las intenciones de Chris, quien parecía tener algo que ver con el secuestro de Leo.
Paige se enamora de Richard Montana en uno de sus trabajos temporales e involucra a sus hermanas en un peligroso enfrentamiento entre dos familias mágicas. Leo sospecha de Chris al seguirlo al Inframundo, y pide a los Ancianos que le quiten a Chris su estatus de Luz Blanca y que lo devuelvan al futuro. Pero cuando este ayuda a las hermanas a regresar de una dimensión alterna donde estaban atrapadas, Leo suspende la audiencia en agradecimiento, sin saber que Chris las había enviado ahí con la ayuda de un demonio.
Una mujer del futuro llamada Bianca viene para arrebatarle a Chris sus poderes. Y se descubre que Bianca y Chris serán novios en el futuro. Leo averigua que Bianca es un demonio fénix que posee el poder de reformarse. Chris revela que es mitad brujo y mitad Luz Blanca antes de verse obligado a volver al futuro con Bianca. Se descubre que el futuro mal es Wyatt. Las hermanas crean un hechizo para devolverle los poderes a Chris, y Bianca muere a manos del futuro Wyatt. Chris les dice a Leo y las hermanas que vino del futuro a prevenir que Wyatt se volviera malvado. Jason se enoja con Phoebe al saber que es una bruja, pero luego entiende el trabajo de Phoebe de proteger a los inocentes, pero aun así deciden terminar.
La cabeza de un hombre, llamado Sigmund, aparece en la mansión, y les revela a las hermanas la existencia de una escuela de magia en la Mansión creada por los Ancianos. En la escuela de magia, alguien conjuró al jinete sin cabeza y este ha estado decapitando a los profesores. El director de la escuela de magia es Gideon, un poderoso Anciano y el mentor de Leo. En la escuela, las hermanas descubren que el jinete fue convocado por uno de los alumnos que quería vengarse de Gideon, porque este no le prestaba atención. Phoebe tiene una premonición sobre el futuro de las hermanas Halliwell: ve a Piper con dos hijos, a Paige como miembro de la escuela de magia y a ella misma embarazada.
Phoebe descubre que Chris es el segundo hijo de Piper y Leo. Pero la llegada de Chris separó a sus padres y, a menos que logren reunirlos de nuevo, él no existirá. Phoebe y Paige tratan de reunirlos para lograr que su sobrino nazca. En el primer cumpleaños de Wyatt, Chris es concebido en el plano fantasmal. Piper descubre la verdadera identidad de Chris, pero no quiere que Leo se entere pues ellos siguen separados. Paige y Richard terminan aunque Richard se separa de sus poderes, pues esa era su constante pelea. Piper es secuestrada y encerrada en un capullo por el Demonio Araña, quien también infecta a Chris con su veneno, transformándolo en demonio. Paige, Phoebe y Leo organizan su rescate ayudados por criaturas mágicas. Leo descubre que Chris es su hijo y que está resentido con él.
Cuando las hermanas son grabadas por una agente de la policía, la inspectora Sheridan, los Limpiadores, un grupo neutral dedicado a evitar la exposición de la magia cambian la situación e implican a Darryl, que es condenado a muerte por asesinato. Las hermanas, Leo y Gideon van con el Tribunal Mágico para tratar de resolver el problema. Pero terminan siendo juzgadas, y el demonio Barbas resucitado como fiscal. Al final las cosas se resuelven pero Barbas está vivo de nuevo, y al parecer Gideon formó parte de este plan. El tribunal arrebata a Phoebe sus poderes activos en castigo a su mal uso.
Posteriormente, se revela que Gideon es la amenaza que Chris vino a detener, pues está intentando eliminar a Wyatt porque lo ve como un peligro para la comunidad mágica, y ya que en el futuro no logró destruirlo, Gideon intenta influenciar a Wyatt para que se vuelva malvado. Darryl encarcela a Chris por robar un coche, aunque fue para poder seguir y destruir un demonio. Leo saca a Chris de la cárcel y destruye su expediente, y así Leo y Chris se reconcilian. Para evitar que las hermanas lo descubran, Gideon se une a varios demonios para distraerlas, aunque no desea destruirlas.
Al final de la temporada, Chris le dice a las brujas que lo que le pasará a Wyatt es antes de que él nazca. Gideon hace equipo con Barbas para matar a Wyatt. Gideon altera el balance mandando a Chris y a Leo a un mundo paralelo donde el mal prevalece, permitiendo a las contrapartes malvadas de Leo y Chris entrar al mundo del bien. Piper entra en labor de parto. Phoebe y Paige viajan al mundo del mal para traer a Leo y Chris de vuelta. Cuando regresan, el mundo ha sido convertido en una utopía extrema, hasta el punto de que si se hace algo malo, podían matar a la persona o cortarle una parte de su cuerpo. Gideon secuestra a Wyatt.
El Chris del futuro es asesinado por Gideon y se desvanece, los policías al mando de la inspectora Sheridan y Darryl tratan de detener a las hermanas. Leo va al inframundo muy enojado por lo que ocurre con sus hijos, él sabe que la única forma de volver todo a la normalidad es haciendo un gran mal. Leo asesina a Gideon, restaurando el balance entre el bien y el mal. Después de un complicado parto en el que casi muere, Piper da a luz al bebé Christopher Perry Halliwell.
La temporada termina con Leo entrando a la sala de parto para ver a Piper y al nuevo miembro de la familia, cerrandose solas las puertas

### Temporada 7; 2004-2005: Los Avatares y el fin de la Magia
Tras la muerte del Anciano Gideon, Leo está obsesionado por encontrar a Barbas. Piper, Phoebe y Paige entran en una nueva etapa de sus vidas con otro ser mágico en su hogar, el bebé Chris. La obsesión de Leo nubla su juicio y Barbas lo confunde logrando que asesine al Anciano Zola. La escuela de magia está a punto de ser cerrada tras la muerte de su director Gideon. Barbas es destruido nuevamente. Paige toma la dirección de la escuela de magia para evitar que cierre.
La iniciación Wicca de Chris se lleva a cabo por la Abuela Penny. Víctor y Patty también están presentes. Wyatt siente celos de Chris. Un agente del FBI, el oficial Kyle Brody, revela que ha estado tras el rastro de las Halliwell durante años y al parecer conoce su secreto. La inspectora Sheridan descubre a las hermanas usando sus poderes, pero el oficial Brody le dispara en la cabeza con un dardo tranquilizante y la deja inconsciente, por lo que las hermanas desconfían de él. Phoebe tiene una relación con Leslie St. Claire, quien se convierte en su escritor fantasma cuando Phoebe se toma un descanso en su trabajo en el periódico.
Los Ancianos están convencidos de que no pueden confiar más en Leo después de la desaparición de Zola. Leo empieza a ver extrañas cabezas flotantes. Los Ancianos temen al surgimiento de un Nuevo Poder.
Los Ancianos le asignan un nuevo Luz Blanca a las hermanas, y este casi es asesinado por unas bestias después de haber hablado con Leo. Los Ancianos culpan a Leo y las hermanas tratan de probar su inocencia. Después de tratar de emboscarlas, descubren que las bestias son ellas mismas transformadas por la segunda luna azul del año, un fenómeno que ocurre cada 50 años. El Agente Brody descubre a Paige y le cuenta sus sospechas sobre una nueva amenaza.
Las cabezas que Leo veía se revelan como los Avatares. Y convierten a Leo en uno de ellos. El Nuevo Poder que los Ancianos sentían eran ellos y las hermanas piensan que son malvados. Brody busca también a los Avatares, pues ellos asesinaron a sus padres. Leo revela a Piper y Phoebe que es un Avatar. Los Avatares quieren crear una Utopía, un mundo sin demonios, y necesitan a las hermanas para que les ayuden. Brody posee una antigua poción con el poder suficiente para matar a los Avatares. Paige y Brody empiezan a salir.
Los Avatares confían a Leo la misión de proteger a una vidente que puede ayudarlos en la creación de la Utopía. Phoebe comparte una visión con ella de un mundo sin demonios. Las hermanas piensan seriamente la posibilidad de ayudar a los Avatares. Darryl pide ayuda a las hermanas para encontrar a la desaparecida inspectora Sheridan y así se reconcilia con ellas. Los demonios liberan a un poderoso demonio llamado Zankou, a quien La Fuente había encarcelado siglos atrás porque era muy poderoso, para ayudarlos a detener a los Avatares. La vidente ayuda a Phoebe a descubrir que Brody había mudado a la inspectora Sheridan a otro estado y que todavía estaba inconsciente, por lo que Piper y Phoebe desconfían aún más de Brody. Zankou mata a la vidente.
Los Ancianos descubren que Leo es un Avatar e intentan destruirlo, pero él es más poderoso que ellos. Las hermanas acceden a ayudar a los Avatares. El Agente Brody es llevado al pasado por Paige y descubre que sus padres no fueron asesinados por los Avatares, pero este descubrimiento no evita que Brody se una al demonio Zankou.
Los Avatares ponen a dormir a todos en el mundo para poder crear la Utopía, excepto a las hermanas para que les ayuden a destruir a los demonios restantes. Brody utiliza la poción antigua; él y uno de los Avatares se asesinan uno al otro. La Utopía es creada, pero los Avatares están débiles debido a la muerte de uno de ellos.
Leo descubre que los Avatares asesinan a cualquiera que resulte una amenaza para la Utopía. Intentando detener a los Avatares, Leo une fuerzas con Zankou. Pero como no puede convencer a las hermanas para que le ayuden, Leo se deja destruir por los Avatares. Las hermanas se unen a Zankou y este las ayuda a preparar la poción destructora para los Avatares. Las hermanas obligan a los Avatares a regresar el tiempo antes de la creación de la Utopía. Ellos lo hacen y deciden esperar a que la humanidad este preparada para otro cambio.
Leo vuelve a la vida, pero los Ancianos decidirán su destino por unirse a los Avatares. Los Ancianos ponen a Leo a prueba, borran su memoria y lo envían lejos de las hermanas, de manera que Leo elija entre Piper o ser un Anciano. Un Anciano intenta convencer a Leo de convertirse en uno de ellos. Al final, el elige a su familia sobre los Ancianos y ellos lo convierten en humano sin poderes y toma la dirección de la escuela de magia. La inspectora Sheridan regresa y no recuerda nada de que vio a las hermanas usando sus poderes, pero aun así trata de encontrarlas en algo sospechoso.
Cole contrata a un demonio, que hizo un pacto con otro para darle sus poderes a cambio de vivir un tiempo como humano, como profesor. Este mantiene una relación con Phoebe hasta que muere cuando se revela que lo había enviado Cole, que estaba atrapado en el limbo, para que Phoebe recupere su fe en el amor. Zankou busca el Nexus debajo de la mansión para liberarlo y quedarse con su poder. A Paige le es asignado un nuevo protegido.
Zankou llena a las hermanas de culpa al enfrentarlas a todos los inocentes muertos que ellas no pudieron salvar. Esto las distrae y Zankou roba el Libro de la Sombras. El líder del FBI, el agente Keyes, quien era el jefe de Brody antes de que muriera, se acerca a exponer a las hermanas y le confirma a la inspectora Sheridan que las hermanas son brujas y Darryl intenta detenerlos. Zankou usa el poder del libro para quedarse con los poderes de Phoebe y de Piper.
La inspectora Sheridan es enviada a la mansión con una cámara oculta, pero es asesinada por Zankou en el ático causando que el FBI rodee la mansión. Las hermanas se dan cuenta de que no hay salida y van con Victor que es el papá de Piper y Phoebe a entregarle a Wyatt y a Chris con todos su papeles legales y a despedirse de él. Gracias a Prue, quien enseñó como usar la proyección astral a Leo , este se las enseña a las hermanas, Phoebe, Piper y Paige logran engañar a Zankou y recuperar el libro.
Ellas encuentran el hechizo para destruir el Nexus creado por los Ancianos, pero esto también destruiría a todo lo que estuviera cerca de él. En el sótano de la mansión, Zankou absorbe al Nexus, cuando las hermanas recitan el hechizo, Zankou es destruido. La explosión causa que el FBI entre a la casa.
Se dan cuenta de que adentro, nadie sobrevivió. Leo se entristece al descubrirlo, pero es interrumpido por tres chicas que resultan ser las hermanas transformadas. Ellas destruyeron a Zankou usando sus formas astrales, y que desde ahora son tomadas por muertas y podrán tener una vida libre de demonios. Darryl reconoce a las chicas y se alegra al descubrir que están vivas. Al final de esta temporada, las puertas de la mansión se cierran con el sonido de la telekinesis de Prue. Los fanes especulan que puede ser Prue, puesto que es nombrada en el episodio final.

### Temporada 8; 2005-2006: El Poder Supremo
Al inicio de la temporada, las hermanas están presuntamente muertas. Sin embargo, viven con el deseo de recuperar sus antiguas vidas sin demonios. Las hermanas toman las identidades de sus primas por parte de padre, realizando un hechizo que altera la forma en que las ven todas las personas excepto aquellos de su familia. Leo es Louis Bennet, Piper se convierte en Jenny Bennet, Phoebe es Julie Bennet y Paige es Jo Bennet.
Queriendo dejar atrás la magia, Paige no puede ignorar su mitad Luz Blanca y responde a la llamada de una joven bruja llamada Billie Jenkins (Kaley Cuoco), quien tiene poderes telekinéticos. Phoebe recupera su trabajo en el periódico y ahí conoce a Dex Lawson con quien comienza a salir. Las hermanas trabajan con Billie para mejorar sus habilidades y enseñarle lo importante de ser bruja, y haciéndolo se dan cuenta de cuanto extrañan la magia. El Agente Murphy del FBI sospecha que las hermanas siguen con vida y empieza a vigilar a Billie.
Las hermanas Halliwell deciden volver a sus antiguas identidades y se presentan frente al Agente Murphy. El Agente Murphy cuenta a la prensa que el gobierno fingió la muerte de las hermanas. Dogon, un demonio que se encuentra en la escuela de magia, ataca y Billie recuerda que es muy parecido a un demonio que ella vio cuando era una niña y que secuestro a su hermana. Phoebe se casa con Dex por accidente al conjurar Billie un hechizo para ayudarla en su relación. Ellos se divorcian y terminan, aunque Dex entendió que fuera una bruja.
Mientras protegía a uno de sus protegidos, Paige conoce a un oficial de la condicional, Henry Mitchel (Ivan Sergei), del cual se enamora.
Un ángel de la muerte visita a Piper para informarle que Leo está a punto de morir por orden de un ángel del destino.
Las hermanas convocan al Ángel de Destino y el les dice que se llevaría a Leo para evitar que alguna de ellas fuera sacrificada después, mientras intentan detener al Poder Supremo que las atacaría. El Ángel de Destino accede a no matar a Leo, pero se lo llevaría y no lo regresaría hasta que las hermanas hubieran terminado con esta amenaza.
Billie continua intentando averiguar quién secuestró a su hermana. Billie desarrolla el poder de la proyección astral y gracias al mismo logra encontrar a su hermana. Sin embargo ésta trabaja para la Tríada. Ellos están de vuelta y quieren obtener el Poder Supremo para destruir a las Haliwell. Al parecer Christy es la llave para llegar a este poder. Paige le revela a Henry que ella es una bruja. Henry pide matrimonio a Paige, ella acepta.
Un cupido, enviado por los Ancianos, visita a Phoebe para ayudarle con el amor. Las hermanas destruyen a dos integrantes de la Tríada. Pero Candor, uno de ellos, escapa y le pide a Christy seguir con el plan.
Candor revela que el Poder Supremo son Billie y Christy. Paige se casa con Henry en una ceremonia en la mansión.
Unos demonios Noxon, enviados por Candor asesinan a los padres de Billie y Christy para evitar que Christy siga distrayéndose con ellos. Christy se enfada con Candor por asesinar a sus padres y lo destruye, pero aun quiere destruir a las Haliwell. Uniendo sus poderes Billie y Christy son capaces de vencer a los demonios indestructibles Noxon, lo que lleva a pensar a Piper que ellas son el Poder Supremo.
Christy trata de convencer a Billie de que las hermanas son egoístas y usan sus poderes para su beneficio personal olvidándose de los demás. Phoebe empieza a enamorarse del Cupido al que ella llama Coop. Como Billie se niega a derrotar a las hermanas Halliwell, Christy pide ayuda a Dumain, el amigo imaginario de la niñez de las Jenkins para convencerlas. Dumain es en realidad un demonio que ha estado trabajando para la Triada para convencer desde niñas a Billie y Christy de unirse a ellos. Los espíritus de la Triada se comunican con Dumain y utilizan un libro que Billie escribió con los recuerdos de ella y de Christy para hechizarlas y obsesionarlas con sus deseos.
Billie se convence de que las hermanas no son buenas. La comunidad mágica se vuelve en contra de ellas y a favor de Billie y Christy. Las hermanas Jenkins atacan a las Halliwell y ellas huyen al inframundo con el Libro de las Sombras. El plan de la Triada es destruir a las Halliwell, después a las Jenkins y a todas las brujas y finalmente renacer de nuevo. La triada ordena a Dumain que les diga a Billie y Christy que convoquen El Vacío para ser más poderosas que las Halliwell, pero estas se enteran y lo invocan también. Las Halliwell destruyen con El Vacío a los espíritus de la Triada y luego se encuentran en la mansión con Billie y Christy que también están poseídas por El Vacío, y en medio de la batalla se crea una esfera de energía producida por los ataques de ambas y la mansión se destruye.
Piper despierta herida y busca a sus hermanas, pero aparece Billie, Piper la golpea y trata de estrangularla pero Billie se escapa. Phoebe, Paige y Christy al parecer han muerto; el ángel del destino trae de regreso a Leo, diciendo que ese no era el final que esperaba; y Piper, junto con Leo, inician un viaje por el tiempo con el anillo de Coop.
La anciana Piper con cincuenta años más, y el anciano Leo, les ayudan a cambiar el pasado indirectamente y luego siguen su viaje por el tiempo, hasta que con ayuda de Patty y Penny y la unión de sus poderes, evitan la muerte de las hermanas Phoebe y Paige, derrotan a la Triada y a Dumain, y Billie regresa con ellas.
Billie trata de convencer a Cristy de que se vaya con ella y las hermanas pero Cristy, al sentirse traicionada trata de matar a Billie, y Billie devuelve el ataque así matando a su hermana.
Al final las hermanas consiguen lo que tanto deseaban por años: una vida normal.
Piper fundó su propio restaurante, y crio a sus hijos Wyatt, Chris y una hija junto a su marido Leo, por otro lado Leo reclamó la escuela de magia y volvió a dirigirla.
Phoebe se casó con Coop y encontró el amor por fin junto a 2 hijas y la hija que tuvo en sus visiones.
Paige siguió con Henry, tuvo gemelas y un niño, también siguió con su carrera de Luz Blanca.
Prue a pesar de que no salió en el episodio final, fue recordada y honrada con el cierre de la puerta por la nieta de Piper.

## Recepción

### Recepción de la crítica
La serie, que comenzó en 1998, consiguió un seguimiento de culto y mucha popularidad en The WB, con su primer episodio "Something Wicca This Way Comes" ("Por Aquí llega algo Mágico" en España) alcanzando los 7.7 millones de espectadores, rompiendo así el récord del episodio debut más visto en la historia de la cadena estadounidense. Durante su quinta temporada, la serie fue la más vista en la noche de los domingos en la historia de The WB. Con 178 episodios, Charmed es la segunda serie con más duración en la cadena con un reparto encabezado por mujeres.
Las últimas temporadas de Charmed también recibieron una recepción mixta de algunos críticos especializados. Bastien de Bustle sintió que después de la partida de Doherty, "Charmed se volvió bastante mala", señalando que el programa "perdió el rastro de su temática central" de brujería y hermandad, al incorporar seres místicos de cuentos de hadas y enfocarse más en las tramas de tipo melodrama y la vida amorosa de las hermanas. De manera similar, el escritor de BuzzFeed, Jarett Wieselman, estuvo de acuerdo en que "después de la salida de Doherty, Charmed se desvió hacia un territorio ligeramente-más-absurdo-pero-no-menos-entretenido", y señaló que la incorporación de McGowan "marcó el comienzo de una ola de episodios cada vez más campy". Upadhyaya de The A.V. Club sintió que las últimas temporadas "se volvieron demasiado complicadas" y cursis al enfocarse demasiado en la magia "y no lo suficiente sobre los temas que fundamentaron el programa anteriormente". Becca James también de The A.V. Club sintió que el programa "debería haber muerto al mismo tiempo" que el personaje de Doherty. Hugh Armitage de Digital Spy creía que Charmed "comenzó a sentirse muy indulgente con sus estrellas" en las últimas temporadas, y señaló que las historias guiadas por los personajes fueron reemplazadas por artimañas como los trajes más y más reveladores que vestían las hermanas, particularmente los de los personajes de Milano y McGowan. Kristina Adams, de la revista Heart of Glass, sintió que después de la salida de Constance M. Burge, la creadora del programa, el productor ejecutivo Brad Kern "lo arruinó" al enfocarse más en la magia y hacer un mundo mágico "cliché" con la introducción de ninfas, dioses griegos, valquirias, dioses egipcios, escuela de magia, gnomos y ogros. Adams agregó además que "las historias fueron menos pensadas" y que los atuendos de las hermanas se estaban volviendo "cada vez más reveladores". Nick Romano de Screen Crush escribió que "las historias se volvieron ridículas y el diálogo se volvió demasiado cursi", particularmente en la temporada ocho. Jon Langmead de PopMatters creía que Charmed se "resbaló marcadamente" en las temporadas siete y ocho, y señaló que la temporada final perdió elementos atractivos como "casting inteligente" y "atención al drama de relaciones" de las temporadas anteriores del programa. A Langmead tampoco le gustó la introducción de Kaley Cuoco y Marnette Patterson en la octava temporada, y sintió que la actuación de Cuoco era "consistentemente dolorosa de ver". Ryan Keefer de DVD Verdict también sintió que Cuoco uniéndose al programa fue una "mala elección" por parte de los productores, y comentó que la temporada ocho "no pudo recuperar los días de gloria de las primeras temporadas".

### Premios y nominaciones
La serie también recibió numerosos premios y nominaciones. En 2010, The Huffington Post y AOL TV seleccionaron Charmed como una de las series en su lista de "Las 20 mejores Series de Magia/Sobrenatural de todos los tiempos", mientras que, en 2013, TV Guide consideró la serie como una de "Las 60 mejores series de ciencia ficción de todos los tiempos". Charmed se ha convertido también en una fuente de referencias de la cultura pop en el mundo del cine y la televisión y ha influenciado otras series de televisión exitosas en el mismo subgénero.

## En otros multimedios

### Cómic
El 15 de marzo de 2010, Zenescope Entertainment anunció que había adquirido los derechos de CBS Consumer Products para publicar cómics y novelas gráficas basadas en Charmed. Previamente, en diciembre de 2009, se había revelado que a Zenescope se le había concedido la licencia para Charmed y se planeó lanzar el primer número de la serie de cómics en el verano de 2010. El primer anuncio de la serie, un cartel con un símbolo triquetra y el lema "Las Chicas están de vuelta", apareció el 16 de diciembre de 2009 en la serie de historietas Wonderland Zenescope.
El primero de dichos cómics que se desarrollan después de la serie de televisión, fue la edición # 0, lanzada en junio de 2010 con el título "Libro de Consulta" y sirvió como precuela de la serie de cómics, para que los lectores pudieran ponerse al día en el universo Charmed.
Los dos escritores de la serie son Paul Ruditis, que ha escrito varias novelas Charmed, y Raven Gregory, escritor de cómics de Zenescope's Wonderland. El arte es producido por Dave Hoover, que lanzó las hojas de modelo de las tres hermanas Halliwell en el verano de 2009. El arte de la cubierta fue creado por Eric Basaldua y Dave Hoover. Después de los primeros números, Hoover se retiró por asuntos salariales y fue reemplazado por Marcio Abreu. Otros ilustradores también contribuyeron.
La historia del cómic comienza aproximadamente dos años después del final de la serie. Durante este tiempo, Piper, Phoebe y Paige han llevado una vida normal, sumando más hijos a la familia Halliwell. Sin embargo, ellas son llamadas de vuelta a la acción debido a 2 factores: el asesinato de inocentes protegidos y la resurrección de la fuente de todo mal a cargo de los demonios Neena y Hogan.
En los cómics podemos observar ciertas novedades que contradicen el epílogo de la serie. Tenemos al personaje de Melinda Halliwell, hija de Piper y Leo, que fue añadida como personaje exclusivamente creado para los cómics ya que en el epílogo de la serie no se asegura su existencia. Es de suponer que en esta versión de novela gráfica el personaje fue añadido tras la recepción y creencia por parte de la audiencia de que la existencia de este personaje es real debido a la aparición de una niña a la que Piper y Leo despiden junto con Wyatt y Chris, pero esto nunca fue narrado ni confirmado en la serie. Sirvió como aceptación e inspiración para la creación del personaje en cómic y fue aceptado por los encargados de expandir el universo en novelas y demás productos de la serie.

### Novelas
Entre 1999 y 2008, la editorial estadounidense Simon Spotlight Entertainment publicó una serie de 41 novelas basadas en la serie. Sin embargo, la publicación de las novelas no iba al mismo ritmo que la serie, razón por la cual la pertenencia de estas novelas al canon de la serie es discutida. No obstante, las novelas contaban con el respaldo de la producción de la serie.
Entre los autores de estas novelas están Paul Ruditis, Cameron Dokey, Elizabeth Lenhard, Diana Gallagher y Emma Garrison.

### Película
El 30 de octubre de 2013, cinco días después de la noticia del posible reinicio de Charmed, Milano reveló que ella estaría interesada en trabajar en una película de Charmed, y pidió a sus antiguas compañeras de reparto si considerarían la posibilidad de una película. Ella tuiteó, "definitivamente me gustaría hacer una película de Charmed. ¿Quieren, @H_Combs @rosemcgowan y @ DohertyShannen?". Doherty respondió: "sí quiero, suficiente quedó sin hacer para entregar y hagamos una buena película". Doherty también retwiteó un mensaje de un fan que sugiere poner en marcha de una Campaña de Kickstarter para financiar la película. Rose McGowan y Holly Marie Combs no respondieron al tuit de Alyssa. Recientemente la actriz Rose Mcgowan dijo en una entrevista que estaría dispuesta a hacer una reunión "pero ella no quiere una película familiar ñoña", así mismo Shannen Doherty dijo en una entrevista publicada en el portal web Webpaint que también estaba abierta a la idea de hacer una película o tal vez una especial de televisión de 2 horas.

## Reinicio de CBS cancelado
El 25 de octubre de 2013, se anunció que CBS estaba desarrollando un reinicio de Charmed. El cocreador de Party of Five , Christopher Keyser, y Sydney Sidner iban a ser productores ejecutivos y escribir el guion piloto para CBS Television Studios (que posee los derechos de Charmed) y The Tannenbaum Company.  El reinicio se describió como una "reinvención de la serie original centrada en cuatro hermanas que descubren su destino: luchar contra las fuerzas del mal usando su brujería". Sin embargo, CBS solo ordenó un guion para un piloto; no se hizo ningún compromiso con la filmación.
Tras el anuncio, el elenco original de Charmed compartió sus opiniones sobre el reinicio a través de Twitter. Rose McGowan tuiteó: "Realmente se están quedando sin ideas en Hollywood", seguido de otro tuit, "lamertons cojos cojos cojos". Alyssa Milano tuiteó: "Lo que pasa con ellos haciendo un reinicio encantado es ... simplemente ... se siente como si fuera ayer. Se siente demasiado cerca". Holly Marie Combs tuiteó: "Aquí está la cosa. Todo es un reinicio. Si piensas lo contrario, aún no has leído lo suficiente sobre Shakespeare. Al menos tuvieron la decencia de llamarlo como es. En lugar de estafarlo y luego fingiendo no estar tirándolo ". Shannen Doherty tuiteó a un fan: "Todavía no lo sé. Es extraño pensar en un reinicio. Supongo que todavía estoy procesando la idea".  Sin embargo, el 12 de agosto de 2014, Michael Ausiello de TVLine reveló que CBS no avanzaría con el reinicio. 

### El reinicio de The CW
El 25 de enero de 2018, la cadena CW ordenó oficialmente un piloto de un nuevo reinicio de Charmed, desarrollado por Jennie Snyder Urman , Jessica O'Toole y Amy Rardin , para la temporada de televisión 2018-19. El reinicio fue descrito por The CW como "un reinicio feminista feroz, divertido" de la serie original. Sigue la vida de tres hermanas, Macy, Mel y Maggie, quienes, después de la muerte de su madre, descubren que son Las Embrujadas, el trío más poderoso de buenas brujas, que están destinadas a proteger vidas inocentes de los demonios. y otras fuerzas oscuras. La hermana mayor, Macy, es una "genetista práctica, motivada y brillante" con el poder de la telequinesis. La hermana del medio Mel es "una activista apasionada y franca" y lesbiana con el poder de congelar el tiempo, mientras que la más joven Maggie es "una estudiante universitaria burbujeante" con el poder de escuchar los pensamientos de la gente. Madeleine Mantock fue elegida para el papel de Macy,  Melonie Diaz fue elegida como Mel, Sarah Jeffery fue elegida como Maggie, y Rupert Evans fue elegida como Harry, el iluminador blanco del trío.
El reinicio se estrenó en The CW el 14 de octubre de 2018, 20 años después del estreno de la serie original.  The CW renovó la serie para una segunda temporada, que se estrenó el 11 de octubre de 2019 y para una tercera temporada, que se estrenó el 24 de enero de 2021.

## Series derivadas y reinicios
El 5 de enero de 2017, se anunció que The CW estaba trabajando en un nuevo reinicio de Charmed por la creadora de Jane the Virgin, Jennie Snyder Urman. El guion será escrito por los guionistas de Jane the Virgin, Jessica O'Toole y Amy Rardin; los productores ejecutivos Ben Silverman y Brad Silberling, quien además podría ser el potencial director del piloto. El reinicio ha sido descrito como una re-imaginación de la serie original girando en torno a tres brujas (Tina, Paige y Annie) sin relación alguna de sangre, que son traídas juntas para combatir a las fuerzas del mal en el pequeño pueblo de New England en 1976. El presidente de CW Mark Pedowitz declaró que el reinicio no será una precuela de la serie original. Pedowitz además no sabe si podría haber unas posibles apariciones del reparto original.
Después del anuncio del reinicio, los actores del reparto original compartieron sus opiniones en Twitter; Holly Marie Combs escribió, “We wish them well" (Les deseamos lo mejor) mientras que Alyssa Milano escribió, “#Charmed fans! There are no fans like you. You're the best of the best.” (Fans de #Charmed! No hay fanes como vosotros. Son lo mejor de lo mejor) Rose McGowan simplemente escribió, “Irreplaceable” (Irreemplazable) junto con una fotografía de las 4 hermanas Halliwell. El 3 de febrero de 2017, The Hollywood Reporter anunció que la serie sería desarrollada y emitida en la temporada 2018–2019, ya que Urman estaba ocupada con su trabajo en Jane the Virgin y no tenía tiempo para hacerla para la temporada 2017–2018.
En enero de 2018 se anunció que The CW abandonaba la idea de una serie ambientada en 1976 y ordenaba un piloto de una serie reinicio sobre "tres hermanas en una ciudad universitaria que descubren que son brujas". El guion estaría escrito por Jessica O'Toole y Amy Rardin basándose en una historia de Jennie Snyder Urman.